# Дорстен-Раде
Раде (нем. Rhade) — поселок, с 1975 года — административная часть города Дорстен (район Реклингхаузен, округ Мюнстер, земля Северный Рейн-Вестфалия, Германия). Расположен в южной части низменной равнины Западный Мюнстерланд. Проживает 5 563 человека (2014 год)

## Состав территории, географическое положение и подъезды
Городская часть Раде (Rhade) расположена на северо-востоке городской территории Дорстена и граничит:
- на севере с городской территорией Боркен (Borken) и общиной Хайден (Heiden);
- на западе с общиной Раесфельд (Raesfeld);
- на юго-западе с общиной Шермбек (Schermbeck).

Южные и восточные границы — внутренние и на большинстве карт и на местности никак не обозначены:
- восточные земли принадлежать городской части Лембек (Lembeck);
- южные земли управляются городской частью Дойтен (Deuten)

Географическое положение особо выгодным считать не приходится. Единственная одноколейная неэлектрифицированная железнодорожная ветка связывает Раде с городами Дорстен (и далее Эссен) и Боркен.
Автобан А31 проходит на границе с городской частью Лембек и здесь только один съезд AS 36 «Lembeck».
Через территорию Раде проходит всего две автодороги районного значения. Дорога К13 связывает Раде с Лембеком на востоке и поселком Эрле (Erle) на западе. Дорога К7 уходит на север к городу Боркен и на юг к Дорстену.
Водных путей регион не имеет. Ввиду всего этого Раде развивается исключительно как сельскохозяйственный и туристский регион. Как положительную сторону географического положения можно отметить расположение территории внутри природного парка «Высокий Марк» (Hohe Mark), что в целом способствует притоку внешних посетителей и развитию туристской инфраструктуры.
Городская часть Раде наиболее доступна со стороны Эссена по железной дороге. Здесь курсирует региональный дизельный экспресс RE14 «Эссен — Боркен».

Фото: Состав территории, географическое положение и подъезды
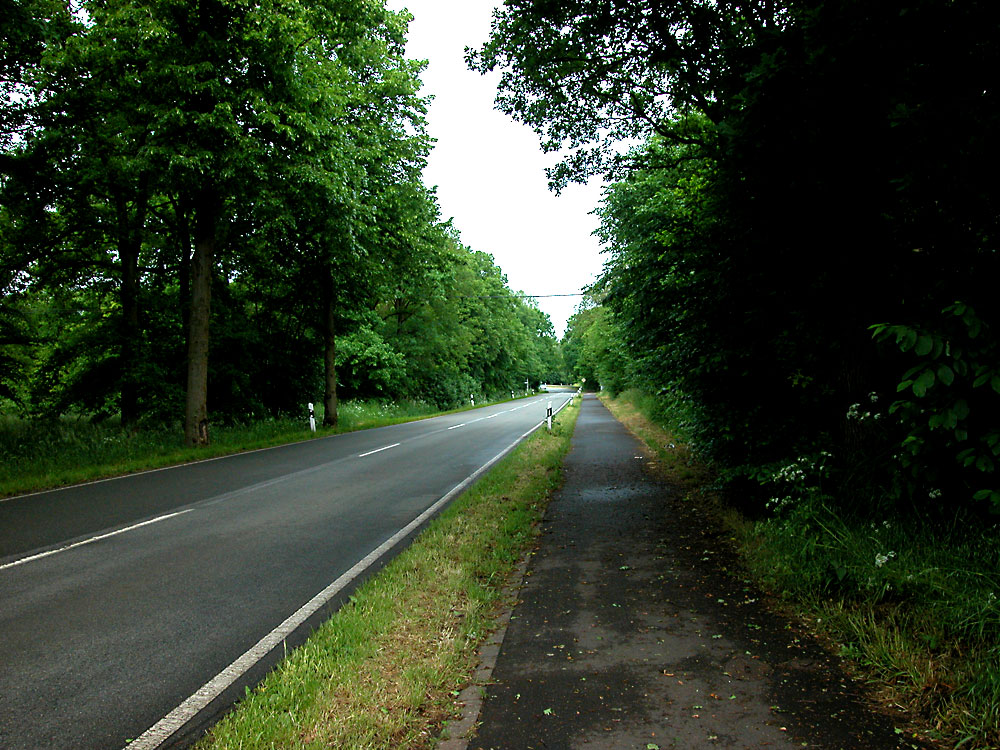
Дорога К13 западнее Раде
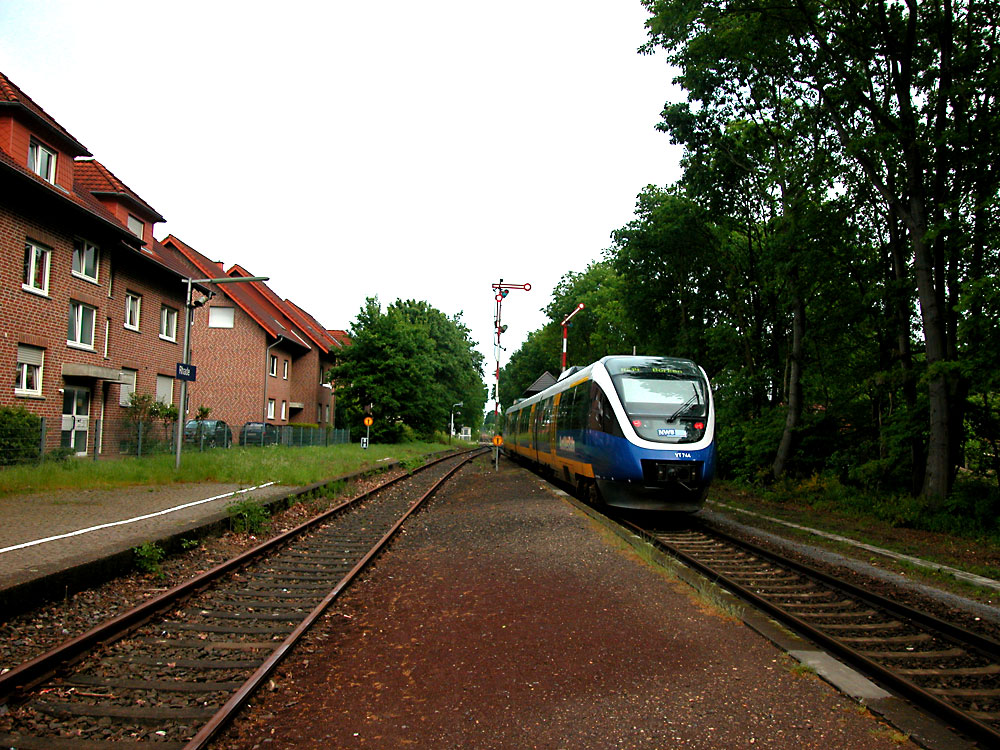
RE14 у платформы Раде
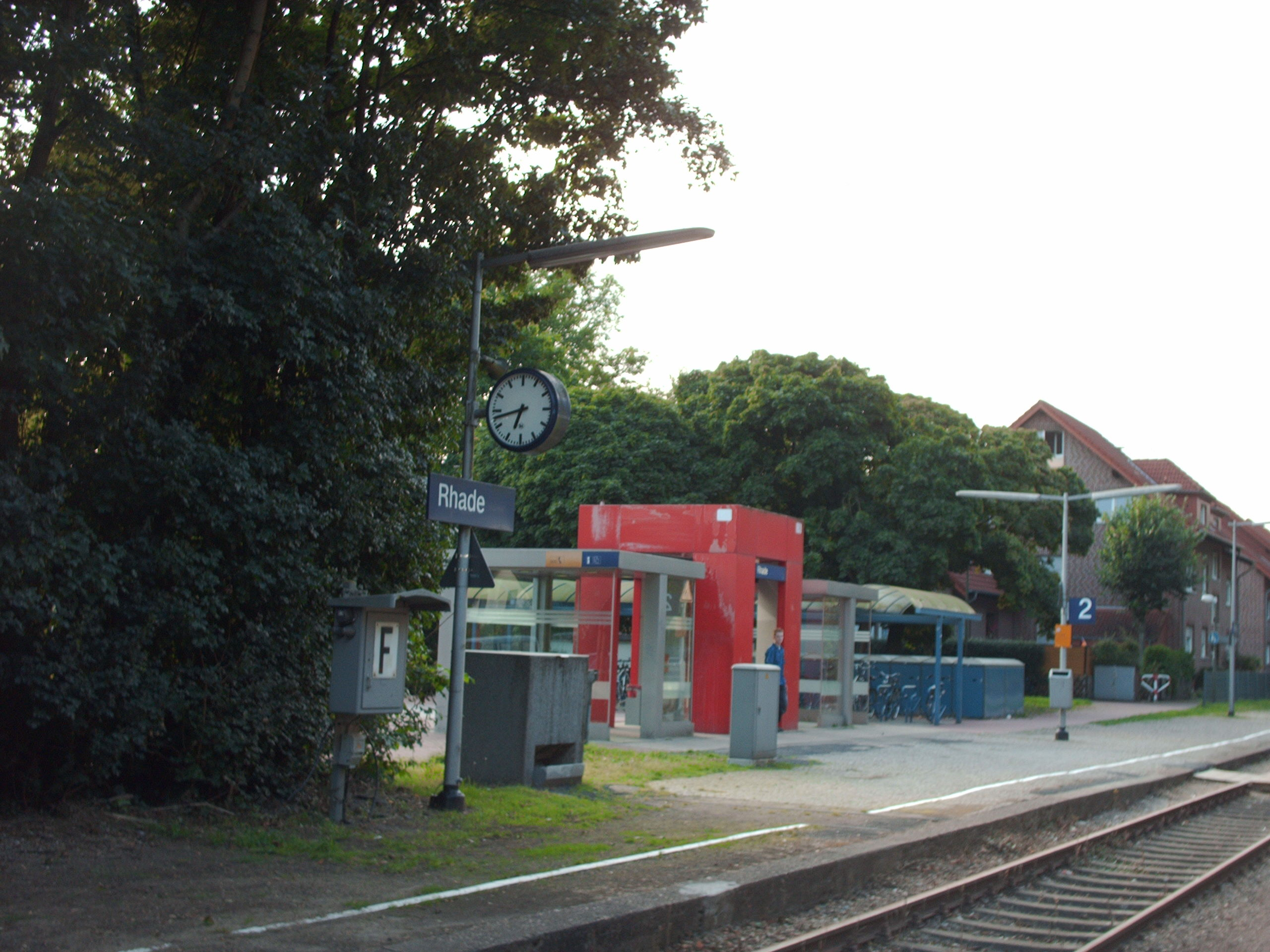
Ж. д. платформа Раде

## Природные условия

### Геологическое строение
По данным глубокого бурения, вся территория региона относится к каменноугольному Рурскому бассейну и поделена на шахтные районы. Но уголь здесь никогда не добывался, поскольку слои потенциальной промышленной разработки мощностью всего до 1 метра располагаются на глубине около 1 километра. Но шахтеры здесь проживают. Они работают в соседних регионах.
Выше слоев каменноугольного периода располагаются отложения следующих геологических периодов:
Пермь. Представлена так называемым «Цехштейном». Это отложения верхней перми, сопоставимые с татарским ярусом европейской части России. В регионе Раде цехштейн представлен (снизу вверх): конгломератами и небольшой прослойкой известняков с битуминозными мергелями. Выше залегают ангидриты и известняково-доломитовая группа, завершающаяся группой сланцевых глин с ангидритами. Во всей зоне ангидритов встречаются незначительные прослойки соли. Мощность пермских отложений невелика и уменьшается с востока на запад от 70 до 40 метров.
Триас. Представлен пёстрыми песчаниками, имеющими мощность 200—300 метров.
Мел. Представлен только мощными верхнемеловыми отложениями (сеноман, турон и нижний сенон), причем отложения нижнего сенона выходят на поверхность непосредственно севернее поселка Раде. Сеноман представлен известняками и зелеными песками, турон — известняками и мергелями, а нижний сенон — в основном песчаными отложениями, как кварцевыми, так и глауконитовыми.
Выше располагаются четвертичные отложения. Территорию накрывал ледник Saale, который можно синхронизировать с Днепровским ледником Европейской части России. Но собственно моренные отложения в регионе Раде занимают небольшие площади и скорее это фливиогляциальные отложения, поскольку отсутствуют типичные моренные холмы. Вся остальная территория сложена аллювиальными отложениями по долинам современных водотоков.
Ледниковый покров Заале не останавливался в пределах Раде, а продвигался значительнее южнее, далее долины реки Липпе. Он не оставил в регионе заметных следов своей деятельности, за исключением небольших по мощности (в пределах первых двух-трех метров) поверхностных отложений, местами уничтоженных в результате хозяйственного освоения территории.
В регионе Раде совершенно отсутствуют естественные и искусственные обнажения горных пород (в том числе нет оврагов), поэтому проследить геологическую историю можно только по результатам бурения, массово проведенного в начале XX века.

### Рельеф

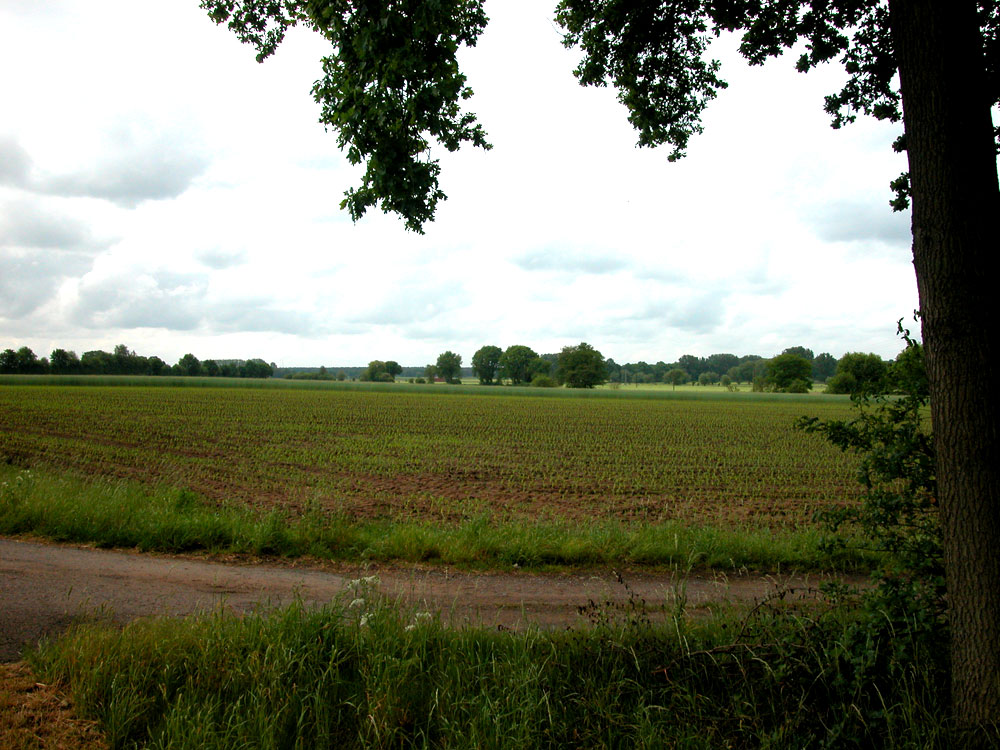
Рельеф западнее поселка Раде

Регион Раде — неясно выраженная холмистая равнина, понижающаяся с севера на юг. Максимальные отметки на севере составляют 75 метров над уровнем моря, а на юге — 45 м н. у. м. Долины постоянных небольших водотоков незаметно переходят в низкие надпойменные террасы.

### Внутренние воды
Все постоянные водотоки, которые здесь называются ручьями (Bach), — транзитные. Они обладают заметным течением и несут свои воды как правило в искусственных углублениях (рвах) с крутыми труднодоступными склонами. Ширина русла 1-2 метра. Дно выстлано светлыми мелкозернистыми глинистыми песками. Воды прозрачные и днища водотоков хорошо просматриваются. Через водотоки проложено много мостов и мосточков, так что они практически не препятствуют продвижению.

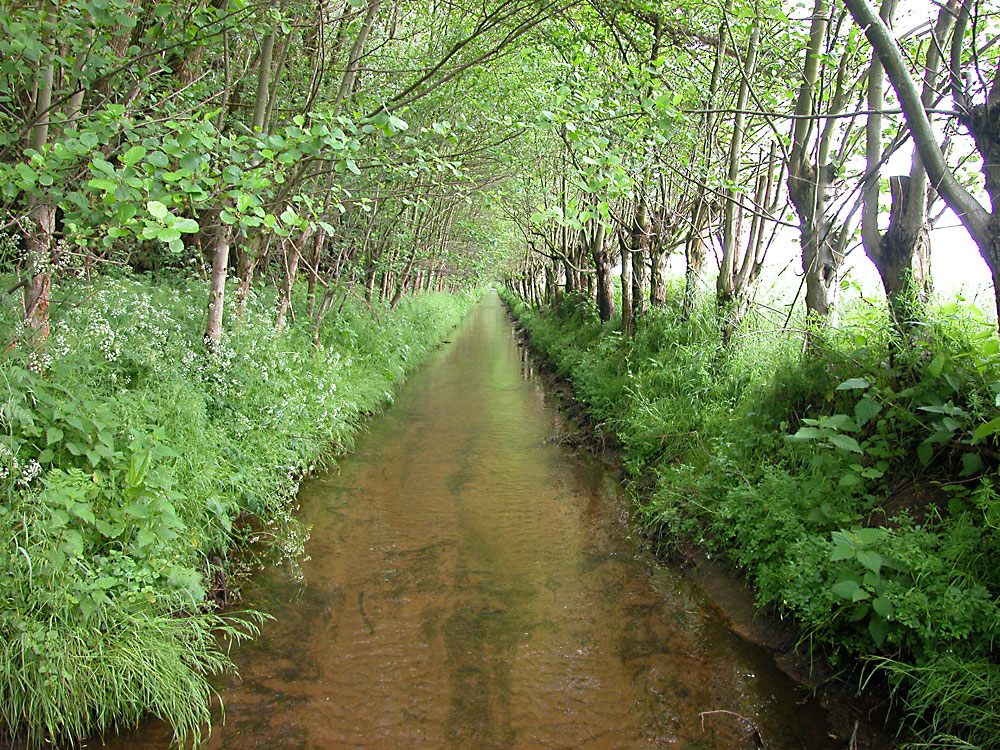
Вельбрухбах — типичный водоток на территории Раде

Вдоль западной границы описываемого административного района с севера на юг несет свои воды Rhader Bach. Так водоток называется после слияния двух ручьев: Erler Grenzgraben и Wellbruchbach. Этот поток огибает поселок Rhade с запада и юга.
С запада в регион входит Schafsbach и его русло параллельно Rhader Bach, только примерно на 200—300 метров южнее.
С востока поселок Раде омывают воды ручья Kaller Bach, несущего свои воды из городской части Лембек. Он несет свои воды с севера на юг.
Уже за пределами Раде (на юго-востоке) все три потока сливаются вместе, образуя Rhader Muehlenbach.
Естественных озер нет. Искусственно создано лишь небольшое запрудное озеро Muehlenteich на Kaller Bach на восточной окраине Раде и представляет историческую достопримечательность.
Часть территорий долин водотоков заболочена, но их общая площадь незначительна.

### Почвы

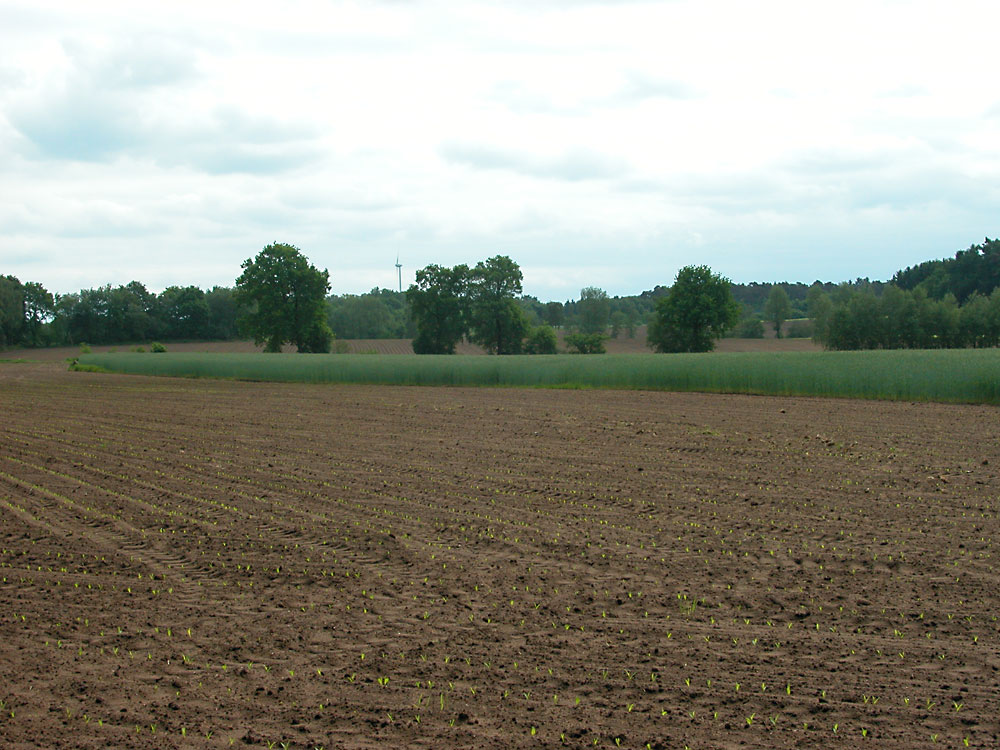
Коричневые почвы восточнее водотока Kalter Bach

На территории городской части Раде распространено несколько типов почв, но все они сформированы на песчано-глинистой основе.
Регозол (Regosole) — почвы, сформированыые на голоцено-плейстоценовых песчаных дюнах. Встречаются севернее поселка Раде и западнее водотока Kaller Bach.
Коричневые (Braunerden) почвы. Расположены массивным островом между водотоками, начиная с территории поселка Раде и далее на север до границы региона.
Подзолистые (Podsole) почвы. На территории региона небольшие площади расположены на севере, восточнее долины Rhader Bach.
Псевдоглеевые (Pseudogleye) почвы. Небольшой изолированный район юго-восточнее поселка Раде.
На остальной территории (аллювиальные отложения долин водотоков) сформировались пойменные, глеевые и болотные почвы. Особенно большие площади эти почвы занимают южнее поселка Раде.

### Растительностьиживотный мир

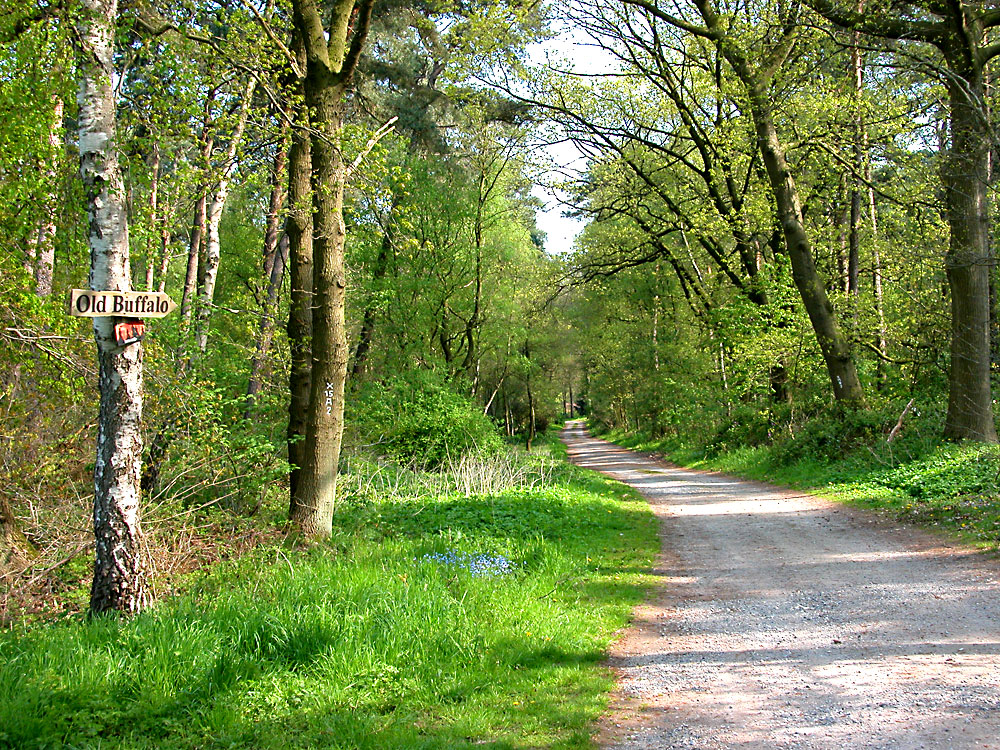
Grosse Heide — крупнейший массив леса в регионе Раде

Территория Раде относится к категории интенсивно используемых в сельском хозяйстве, поэтому естественные леса сохранились на площади не более 20 % от всей площади района. Но эти леса сохраняются так бережно и из площади постоянно растут, что у посетителя возникает впечатление о лесостепном характере растительного покрова. Наиболее крупные массивы лесов сосредоточены между железной дорогой и автобаном A31. Самый крупный из них, расположенный к северу от Раде носит название Grosse Heide. Он состоит преимущественно из хвойных пород деревьев, среди которых преобладает сосна.
В западной части района сохранились островки смешанных лесов. Непосредственно севернее Раде находится территория лесничества Lothringen. Второй участок леса сохраняется между ручьями Erler Grenzgraben и Wellbruchbach.
Южная часть района Раде на большей своей площади занята заливными лугами. Такие же роскошные по красоте луга имеются северо-восточнее Раде по долине водотока Kaller Bach.

### Археологическиенаходки
Археологические находки были сделаны в трёх местах посёлка: вблизи сельской усадьбы Хесслинг, на террасовом останеце Штуфенберг (граница Раде/Лембек) и в долине ручья Кальтербах. Исследования говорят о том, что территория Раде была населена как минимум с раннего бронзового века, но не исключена дитировка каменным веком.
В конце 1929 года у автодороги K13 вблизи Хесслинга раскопки привели к обнаружению жилой постройки германцев, населявших территорию примерно в 200 году. Здесь обнаружены предметы, имеющие римское происхождение (предположительно из региона Трир), в том числе из числа домашней утвари.
В 1932 году на своём огороде в Штуфенберге (сейчас район входит в поселение Кальтенбах) Фритц Кюппер (любитель-краевед и шахтный мастер по профессии) обнаружил глиняные черепки, а рядом — бронзовое нашейное женское украшение. Выяснилось, что это было захоронение, датируемое ранним железным веком (примерно 500 лет до н. э.). Последующие раскопки привели к обнаружению ещё пяти захоронений указанного времени.
Осенью 1897 года врач Вильгельм Конрад (любитель орхеологии из Боркена) обнаружил вблизи ручья Кальтенбах на севере региона Раде массовое культовое захоронение, датированное впоследствии бронзовым веком. Здесь насчитали до 90 небольших погребений курганного типа. При раскопках в них обнаруживали урны с пеплом погребённых и различные погребальные предметы, в настоящее время рассредоточенные по многим музеям, в том числе Мюнстера. Датировка «города мёртвых» — 1200—700 лет до н. э.

### Экология

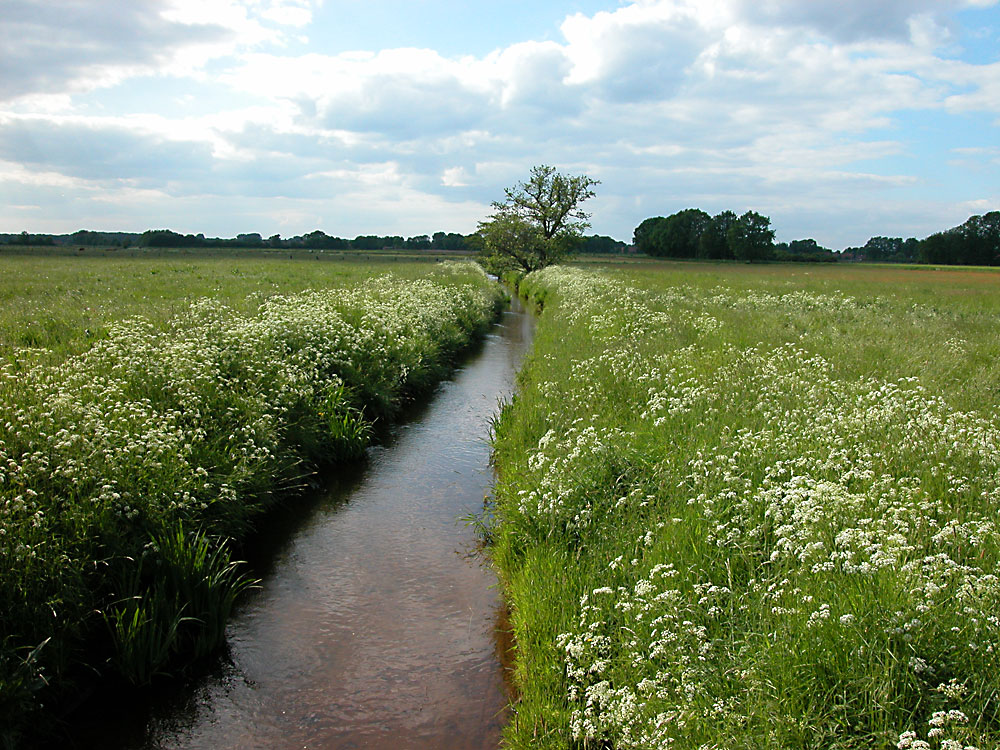
Природные охраняемые «Луга Раде» у водотока Rhader Bach

Будучи составной частью природного парка Высокий Марк территория района Раде является примером образца экологической составляющей. Этому способствует тот факт, что на территории района практически отсутствует промышленное производство, а вместе с ним и сброс в природную среду вредных отходов, как в воздух, так и в воду и почву. Здесь нет экологических нарушений, поэтому этот район является предпочтительным для отдыха и туризма жителей близлежащих территорий Большого Рура.
Кроме этого, дополнительно статус природной охраняемой территории (NSG,-Natur Schutz Gebiet) присвоен обширной территории к югу от поселка Раде под названием «Луга Раде» (Rhader Wiesen). Сюда относится общая долина водотоков Rhader Bach и Schafsbach между западной и восточной границей региона Раде и выходящая за его пределы.

## Поселок Раде

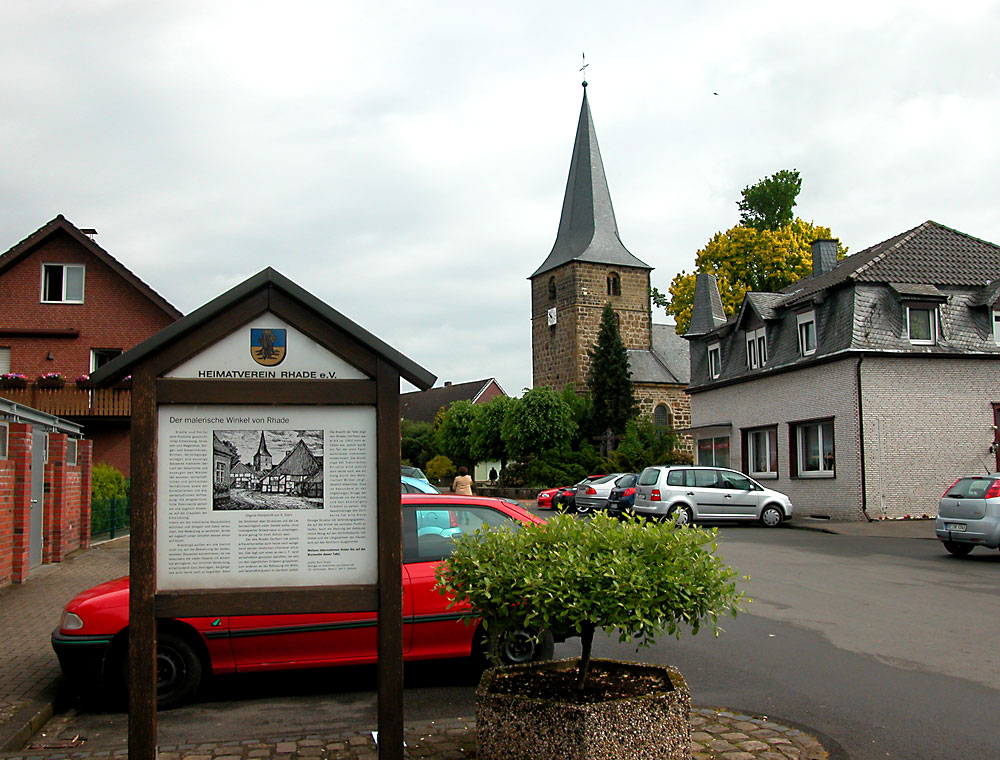
Исторический центр поселка Раде

Археологические находки свидетельствуют о том, что на современной территории и окрестностях Раде первые поселения появились еще в бронзовое время, то есть примерно за 1500 лет до Рождества Христова.
Первое документальное упоминание поселения относится к 1217 году. Тогда это место называлось «Rothe», то есть «раскорчеванные сени». Именно с этим упоминанием связано появление современного герба Раде в виде выкорчеванного пня.
К 1375 году относят постройку первой часовни, как признак стабильности и роста поселения. 1489 год является историческим для Раде. В этом году состоялось отделение часовни Раде от церкви в Лембеке, что означало начало административной самостоятельности. Поэтому и считают 1489 год годом официального рождения селения Раде.

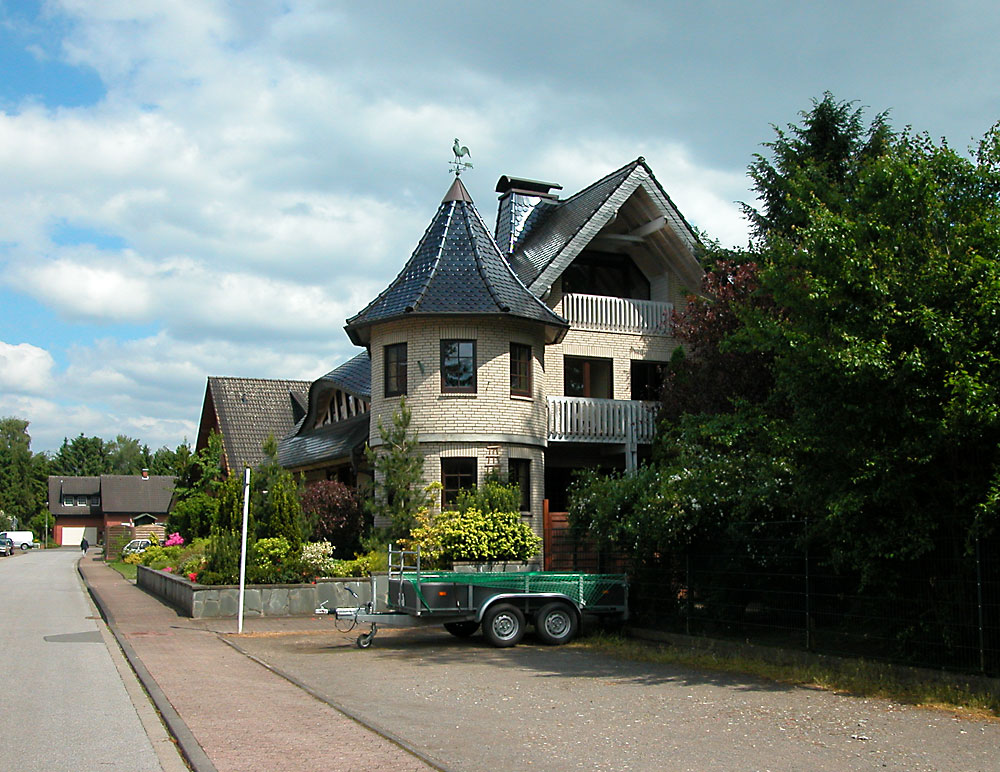
На одной из улиц Раде

1571—1621 годы — наиболее тяжелые для жителей селения за все годы его существования. Они оказались беззащитными перед произволом наемных солдат, воевавших в годы реформации и контрреформации. Обычным делом тогда были поджоги, убийства и грабежи.
В 1773 году в Раде при католической церкви открывается первое учебное заведение для крестьян.
В 1806 году, перед угорозой вторжения войск Наполеона, жители Раде бежали в Hosskalverkamp — защищенное болотами местечко на Rhader Bach.

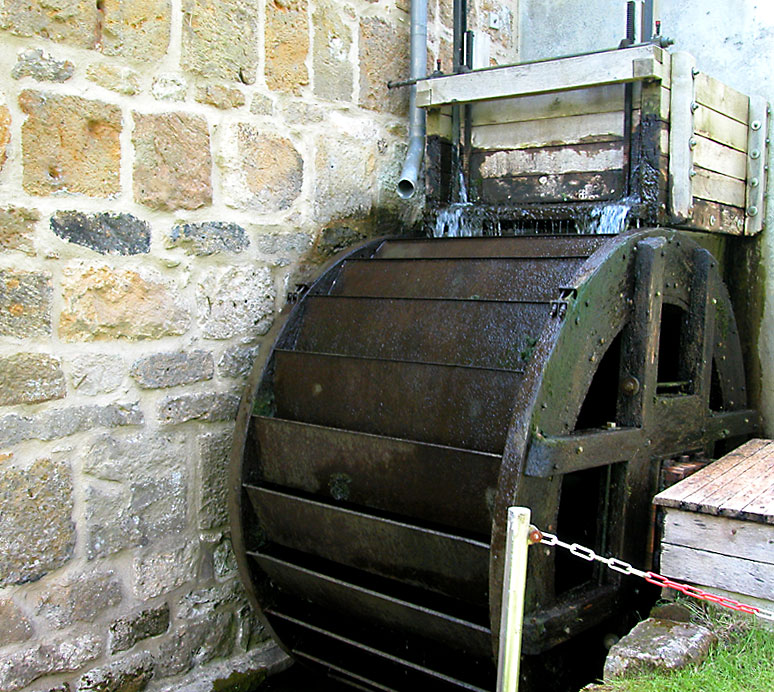
Водяная мельница на ручье Кальтербах, Раде

15 июня 1880 года Раде становится железнодорожным пунктом, поскольку в этот день состоялось открытие движения поездов по ветке Winterswijk-Gelsenkirchen.
28 марта 1945 года войска союзников без всякого сопротивления вошли в поселок.
В 1666—1974 годах в Раде проходило становление и строительство современной Евангелической церкви. В это же время, в 1968 году была закрыта католическая народная школа и в ходе школьной реформы оставлена только католическая начальная школа.
В 1974 году община решает построить спортивный центр, который в следующем 1975 году открывается в Раде.
В 1976 году католическая часть поселка освящает новое здание приходского центра в честь св. братьев Эвальд в Kalten Bach (восточная часть Раде).
Наконец, последним крупным штрихом в истории поселка становится реставрация водяной мельницы, существовавшей здесь с 14 столетия. Реставрация длится с 1999 по 2003 год. И теперь при ней размещается местное краеведческое общество.
В последние годы недалеко от центра сооружён крупный комплекс магазинов Aldi и Rewe.

## Туристские маршруты

### Пешеходные

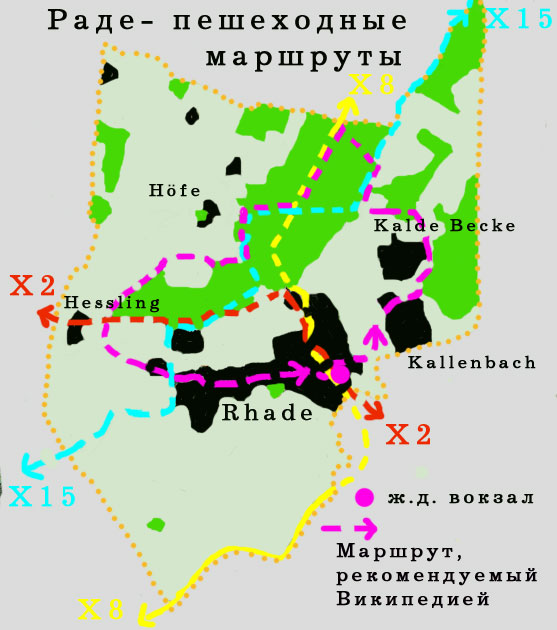
Пешеходные туристские маршруты региона Раде

В связи с тем, что регион Раде полностью входит в охраняемый природный парк «„Высокий Марк“, здесь можно проложить много интересных пешеходных туристских маршрутов.
Часть из них уже официально организована в промаркированную сеть, легко определяемую на местности. К ним относится три межрегиональных маршрута, пересекающих регион в разных направлениях:
- Х2 — на прилагаемой карте этот маршрут обозначен красными пунктирами. Пересекает Раде с запада на восток, минуя поселок Раде.
- Х8 — на карте показан пунктиром желтого цвета. Пересекает регион с севера на юг, проходит значительной частью по лесной зоне и заходит в Раде в районе железнодорожной платформы.
- Х15 — маршрут, обозначенный синим пунктиром. Пересекает территорию с северо-востока на юго-запад. В основном лесной и особенно красив вдоль течения водотока Кальтербах. Поселок Раде захватывает частично.

Если воспользоваться вариантом однодневной пешеходной прогулки, начинающийся и заканчивающийся на железнодорожной платформе Раде. В этом случае можно увидеть не только красоты природы, но и достопримечательности центральной части поселка Раде, которые во всех трех предложенных официальных маршрутах остаются вне поля зрения туристов. Маршрут небольшой по протяженности (примерно 10 км), проходит по равнинной поверхности и доступен для семейного отдыха с детьми. Этот маршрут на карте обозначен сиреневыми пунктирами, на местности не промаркирован.

### Велосипедные

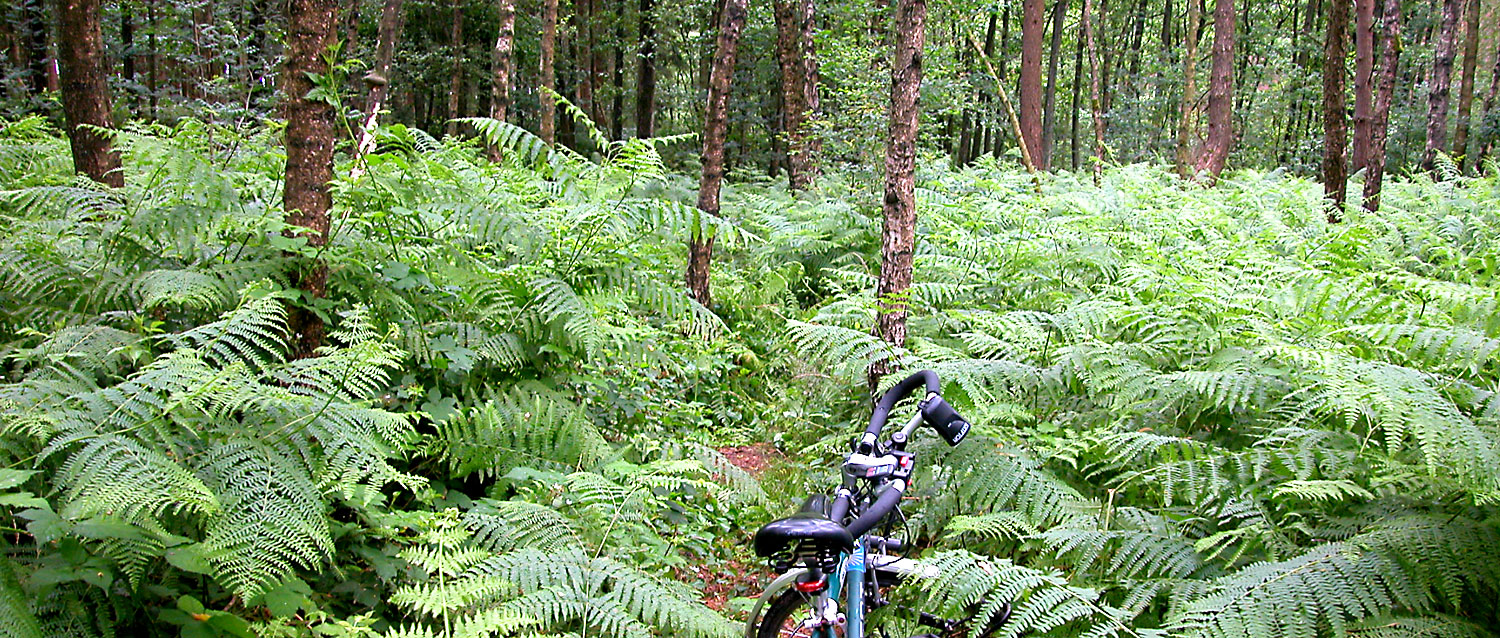
„Велотропа“ вдоль ручья Кальтербах

Туристские веломаршруты региона Раде

Территория Раде предоставляет великолепные возможности для организации велосипедных путешествий и прогулок. Равнинный рельеф позволяет проводить туристские походы людям любого возраста, в том числе родителям с детьми. Разнообразие природных и культурных ландшафтов позволяет выбрать велосипедный маршрут на любой вкус.
В настоящее время практически все асфальтированные дороги используются для целей велотуризма.

Группа велотуристов на дорогах Раде

Дорог много, в том числе проселочных, лесных и полевых и везде можно обнаружить маркировки веломаршрутов. Эти маршруты показаны на прилагаемой карте пунктирами голубого цвета.
Для ознакомления с регионом Раде рекомендуется использовать маршрут, обозначенный красными кружками. В этом случае можно увидеть красоту узкой долинки водотока Kalter Bach, боровые сосновые леса массива Große Heide, охраняемые „Луга Раде“, достопримечательности центральной поселка Раде и много других особенностей и красот региона.

## Паломнические возможности

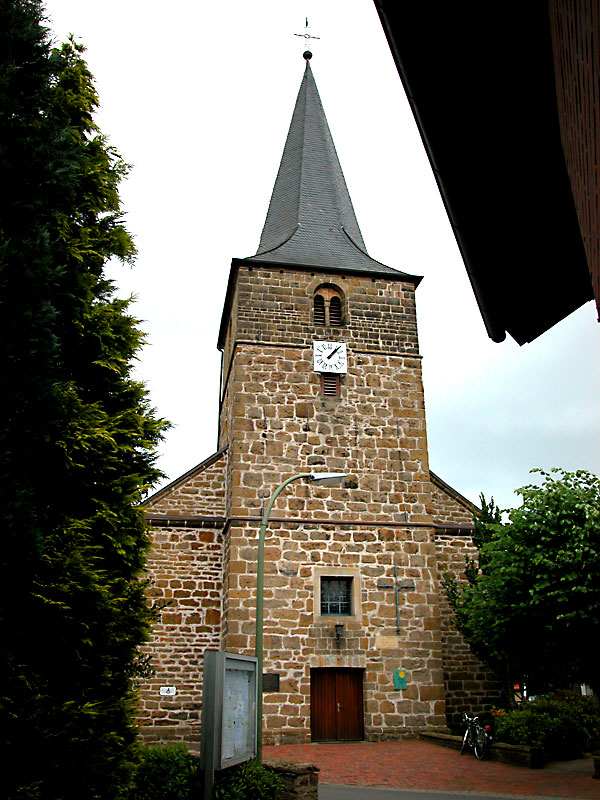
Церковь св. Урбана в Раде

История не донесла до наших дней имен христианских святых или святынь, имевших отношение к региону Раде. Но здесь имеется достаточно религиозных культурных и исторических ценностей, которые будут интересны паломникам или же тем, кто интересуется христианской культурой и историей.
Среди них центральное место занимает древняя церковь, названная в честь Урбана, Папы Римского (Papst Urban V, 1362—1370), признанного католической церковью святым. Древность названия церкви оспаривается учеными, поскольку в протоколах от 1571 и 1614 годов указывается, что религиозным покровителем Раде является св. Бонифаций (Hl. Bonifatius). Церковь располагается в центре Раде и является его историческим и культурным ядром.
Принято считать, что первая часовня появилась на этом месте в XIV веке. Она подчинялась церкви св. Лаврентия (St. Laurentius) в Лембеке (Lembeck) до 1489 года, а потом отделилась и стала самостоятельной. Именно с этой даты начинается официальная история поселка Раде. Церковь многократно перестраивалась и расширялась, менялась и её конфессиональная принадлежность. Так, в 1558 году, в духе реформаторства и под влиянием графа Бернхарда фон Вестерхольта (Bernhard von Westerholt), церковь стала евангелической. В 1560 году к ней пристраивается колокольня.

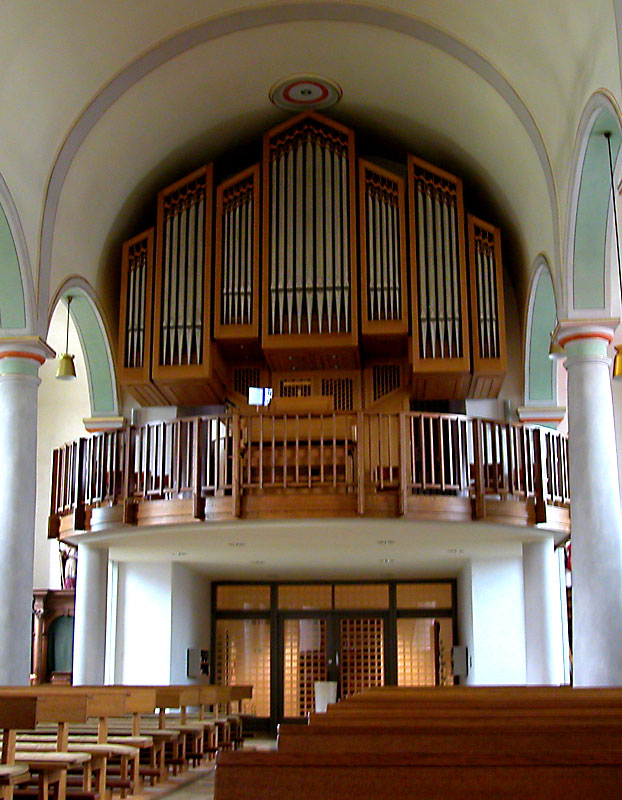
Новый орган в церкви св. Урбана в Раде

Катастрофическим для Раде и церкви стал 1598 год, когда испанские католические войска штурмом взяли евангелическую церковь и подвергли население пыткам и истреблению. Только в 1621 году под покровительством графа Маттиаса фон Вестерхольта (Matthias von Westerholt) состоялось первое богослужение, но уже католическое. В 1839—1841 годах старая ветхая церковь была разрушена и на её месте построена современная, которая была расширена в 1951—1953 годах.
В 1996—1998 в башне колокольни был смонтирован новый богатый орган.
На стене у главного входа помещен кованый крест, украшавший колокольню до 1848 года. Рядом, прямо над входной дверью, прорезано небольшое квадратное оконце, в котором в круге помещено мозаичное изображение голубя, как символ Духа Святого. Это означает, что попадая в церковь, человек как бы освящается присутствием Святого Духа. У местных жителей это оконце носит название „двойной головы“, поскольку диаметр круга соответствует по размеру двум человеческим головам.

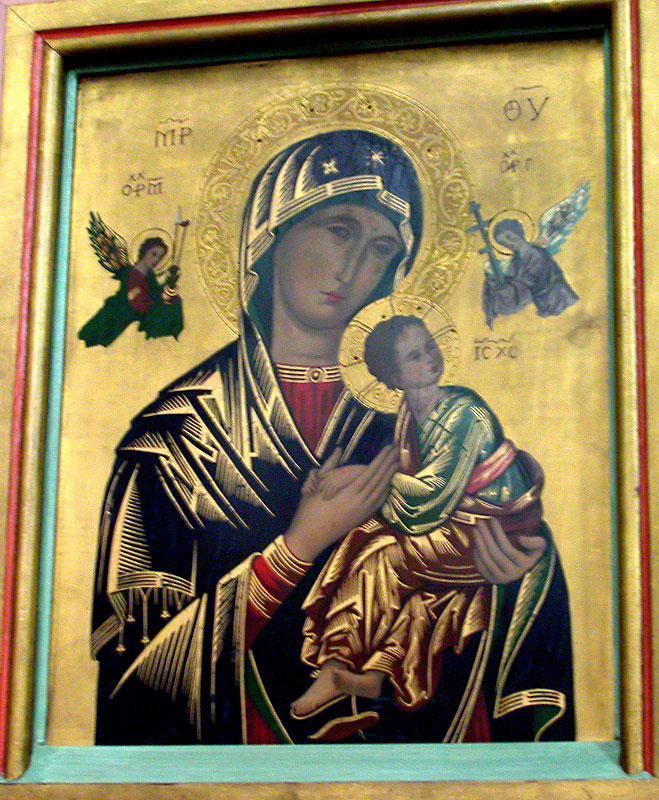
Икона „Страстная“, церковь св. Урбана, Раде

В этой же входной колокольной башне в 1922 году были установлены стальные колокола, которые электрифицированы в 1957 году. А в XIX веке здесь были гораздо лучшие бронзовые колокола, которые пошли на переплав в годы Первой мировой войны.
Входя в церковь и поворачивая в правый придел, можно подойти к русской иконе, называемой „Страстная“. На ней изображена Богоматерь с младенцем Христом на руках, а по обе стороны изображения ангелов с орудиями казни Иисуса в руках. Правый — архангел Гавриил — держит в руках крест и именно на него обращён взор младенца, а левый — архангел Михаил — несёт копье с губкой для уксуса. Перед иконой установлена свечница. Здесь прихожане возносят Господу и Пресвятой Деве Марии свои сугубые молитвы.

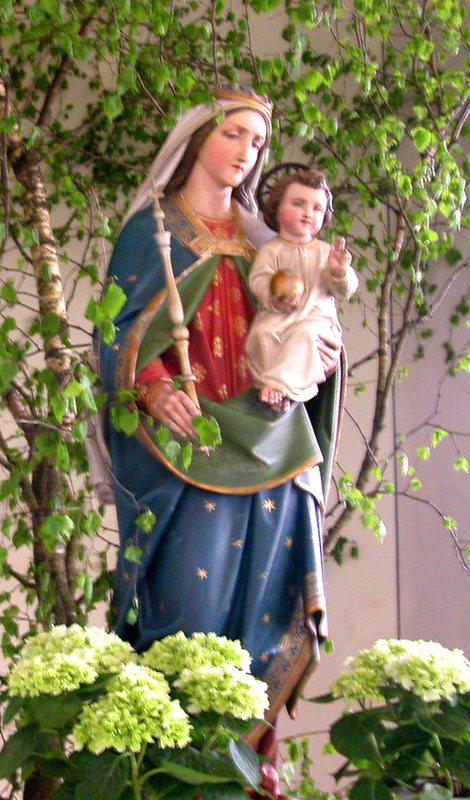
Богоматерь с младенцем Христом в церкви св. Урбана, Раде

Рядом у окна — небольшая деревянная скульптура двух братьев Эвальд (Ewaldi) — святых неразделенной христианской церкви. Их различают по цвету волос — Белый Эвальд и Черный Эвальд. Оба — ирландцы, прибывшие для христианского просвещения саксов со св. Виллибрордом (Willibrord) в VII веке. Будучи священниками, они просвещали народ на территории Нижнего Рейна и Вестфалии. Саксы долгое время не хотели принимать христианство. В результате, в 695 году в окрестностях Бохольта (Bocholt) оба брата были замучены. В Раде им поклоняются как покровителям. В 1976 году братьям Эвальд был посвящён вновь открытый католический центр в поселке Кальтен Бах (Kalten Bach).
Здесь же, в правом (южном) приделе церкви помещена историческая ценность — деревянная исповедальня (Der Beichtstuhl) работы мастера Танклаге (Tanklage). Точная дата изготовления неизвестна, предполагается, что начало XIX века, поскольку упоминается в инвентаризационной переписи от 1823 года. И до сих пор она используется как исповедальня.

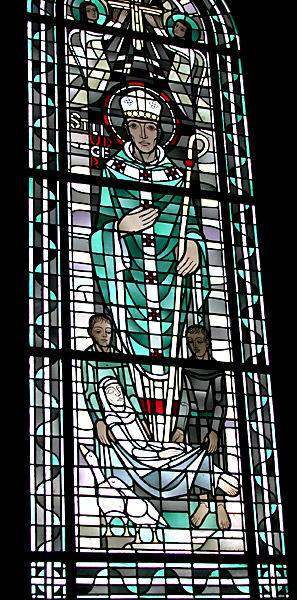
Изображение-витраж св. Людгера в церкви св. Урбана, Раде

Неподалёку в боковой нише располагается скульптурное изображение св. Урбана. Постоянные прихожане часто приносят сюда цветы. Св. Урбан, Папа римский, считается покровителем виноградарей, поэтому кроме всех необходимых для папского облачения принадлежностей, он часто изображается с кистью винограда в руке. Это немножко странно, поскольку в регионе Раде виноградников нет вообще. Изображение св. Урбана датируется 1725 годом. Автор — неизвестен.
Но это не единственное изображение св. Урбана в церкви. Другое изображение можно увидеть, рассматривая витражи окон. Св. Урбан показан на первом правом окне от входа. Всего в церкви шесть больших цветных окон-витражей, выполненных замечательным мастером своего дела Антоном Нахтигеллером (Anton Nachtigäller) из Зенденхорста (Sendenhorst) в 50-е годы XX века. В правом приделе, кроме окна с изображением св. Урбана, можно рассмотреть витраж, посвящённый св. Терезии (Hl. Theresia) и витраж сцены Благовещения (Die Verkündigungsszene). Оконные витражи левого придела посвящены Рождеству Христову (Die Geburt Jesu), св. Елизавете (Die hl. Elisabeth) и св. Людгеру (Den hl. Ludgerus). Еще одна работа Антона Нахтигеллера — настенная мозаика — находится за главным алтарём. Она называется „Воскресение Христово“. На ней стоящий Христос поднимает к небу руки, а под ним — поверженная охрана Гроба Господня.
Особо стоит отметить и резную деревянную скамью для коленопреклоненных молитв (Die Betbank). Она стоит отдельно от других скамеек церкви. Предположительно была изготовлена в 1884—1896 годах. Автор неизвестен. Первоначально использовалась как место для молитв церковного прислужника (Der Küster), а в последние годы применяется как место венчания свадебных пар.
Правый придел посвящён св. Иосифу Обручнику. Здесь на боковом алтаре установлен ларец для хранения святого причастия (Der Tabernakel), изготовленный в 1954 году мастером Бюкер (H.G.Bücker). А фигура св. Иосифа находится в левом (северном) приделе. Она опознается тем, что в своей руке святой держит строительный угломерный инструмент.
Левый (северный) придел посвящён Пресвятой Деве Марии. На месте алтаря установлена фигура Богородицы, держащая в левой руке своего сына, а в правой — скипетр, как символ власти. Младенец Христос держит в правой руке позолоченный земной шар, а левой благословляет народ. Фигурная композиция относится к 1823 году.

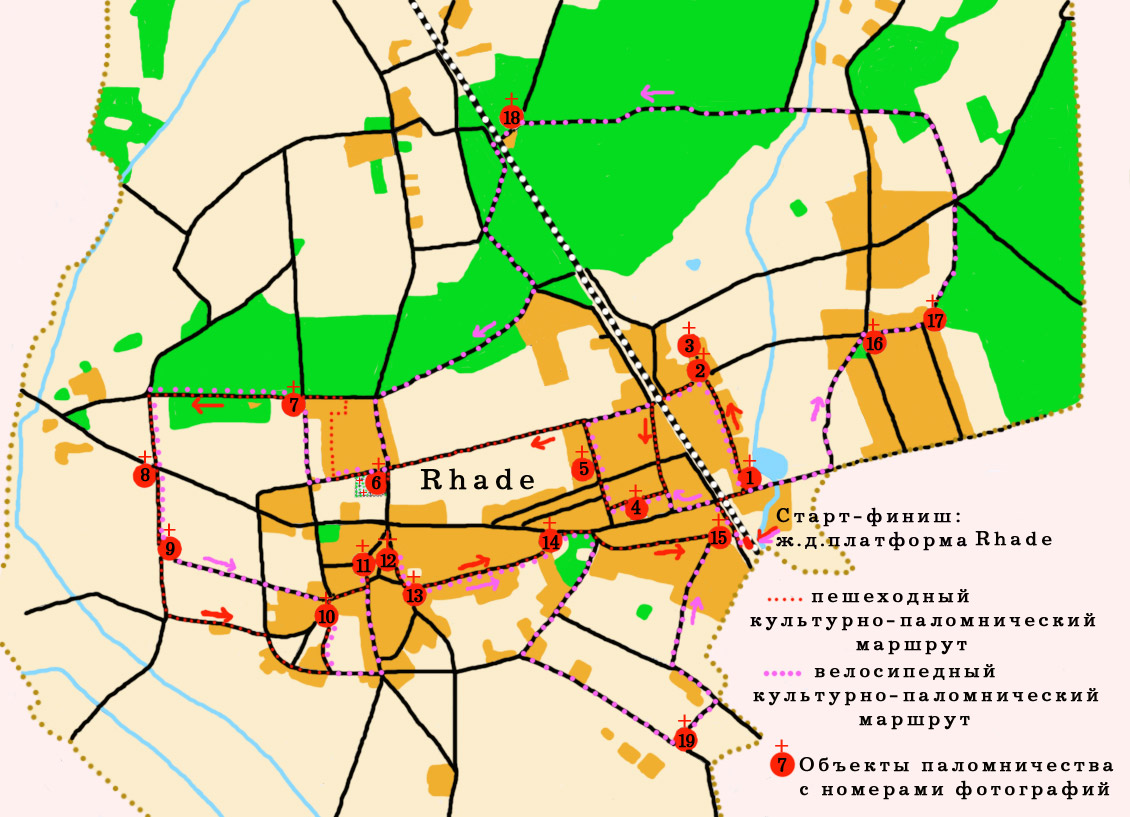
Картосхема паломнических возможностей Раде

Здесь же рядом на стене вмотрирован небольшой барельеф с изображением несущей крест овцы. Он выполнен из песчаника и украшал алтарь старой церкви. Но во время проведения реставрационных работ в 50-е годы XX века был утерян. Один из прихожан случайно обнаружил изображение на лесной дороге и привез на ручной тележке к себе домой. Так и пролежал барельеф „Божией овцы“ до начала 80-х годов в сарае, пока его вновь не обнаружили и возвратили в церковь.
Интересна и крестильная ванна из песчаника (Der Taufstein), изготовленная в середине XIX века.
Самой же старинной является церковная кафедра (Die Kanzel). Датой её изготовления считается 1491 год. Она вырезана из дубовых досок неизвестным мастером с реки Маас (Maas). Но в церкви св. Урбана только с 1909 года, поскольку была куплена в одном из кёльнских музеев. В повседневной жизни церкви не используется, а только по важным церковным праздникам.
В поселке Раде имеется и евангелическая церковь, но большую часть времени она закрыта и культурной или исторической ценности не представляет.
На перекрестках дорог и улиц, на частных территориях можно встретить различной формы и размеров как придорожные кресты, так и маленькие часовенки, как правило посвящённые Богородице. Для ознакомления со всем этим христианским наследием можно совершить пешеходный и велосипедный паломническо-культурные маршруты, показанный на иллюстрации.

Фотографии к паломнической картосхеме
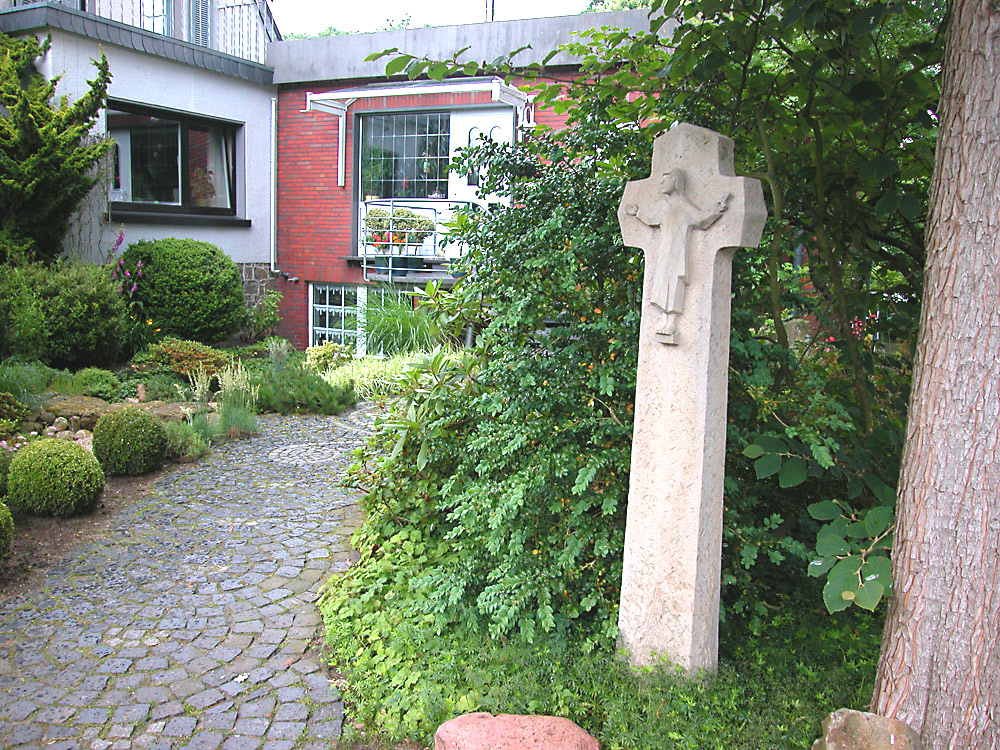
1. Придорожный крест
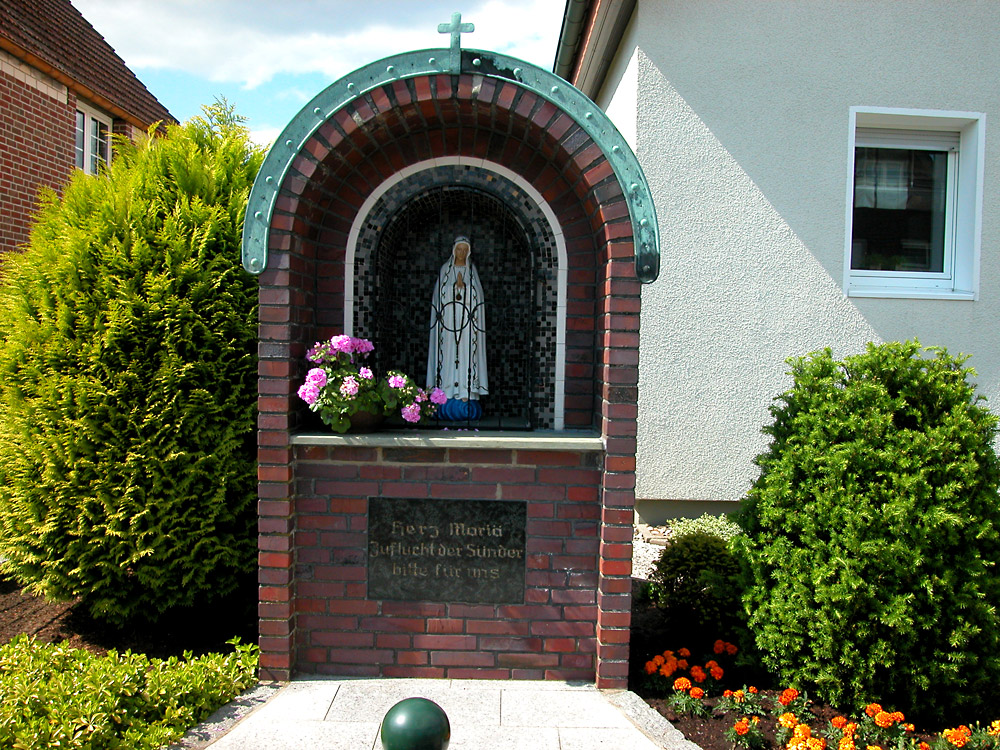
2. Фатимская Божия Матерь
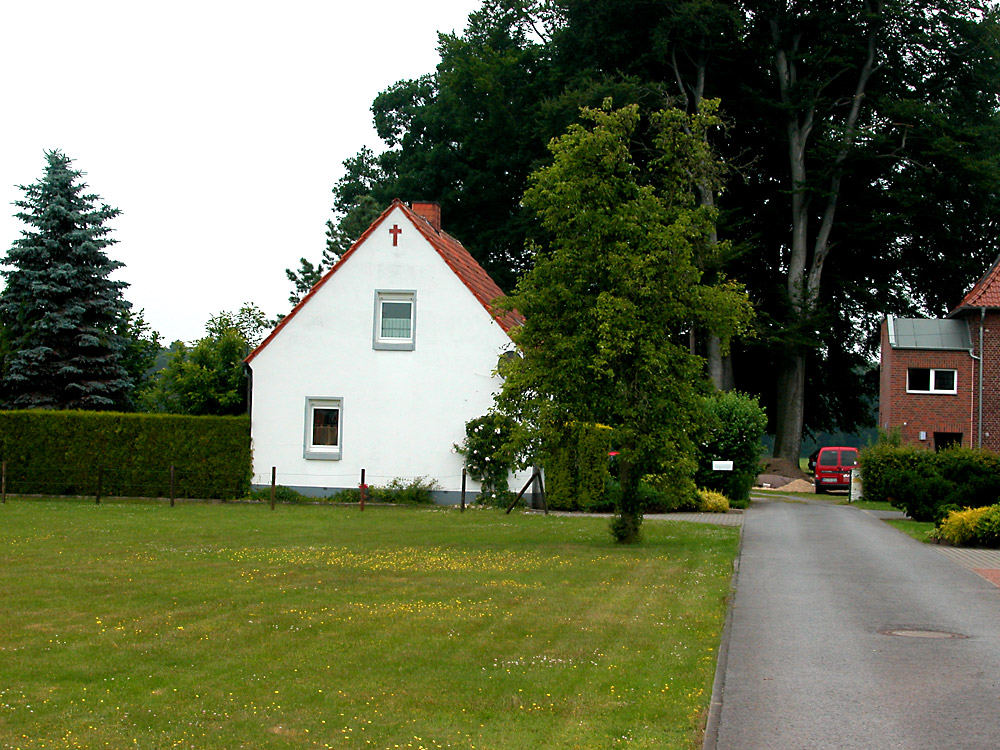
3. Дом с крестом
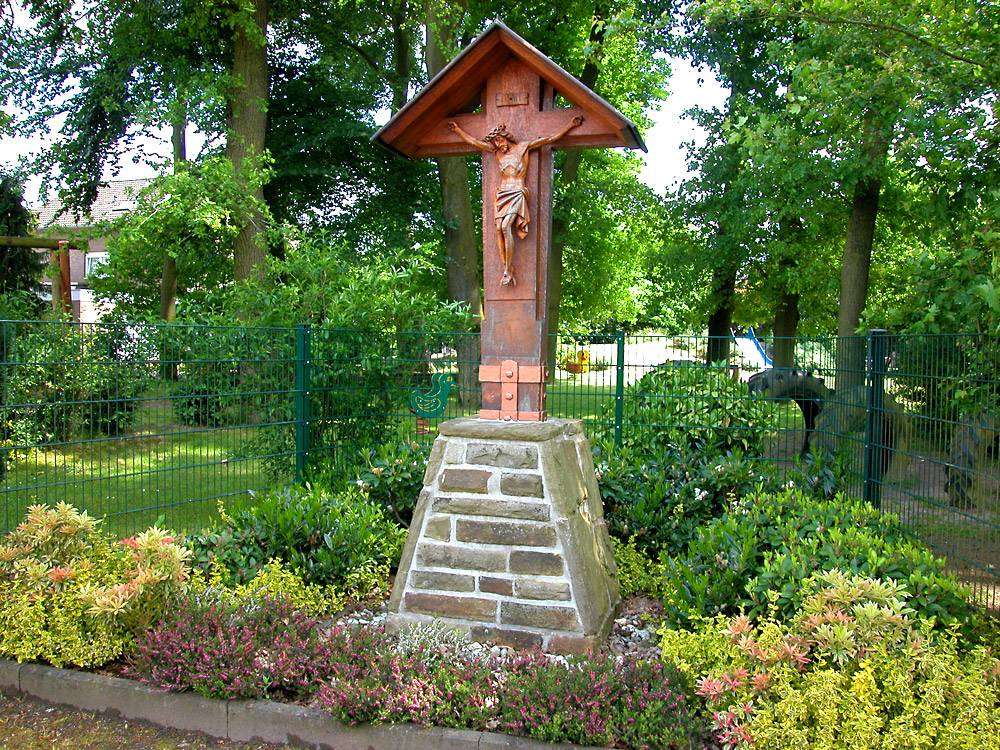
4. Распятие у детсада
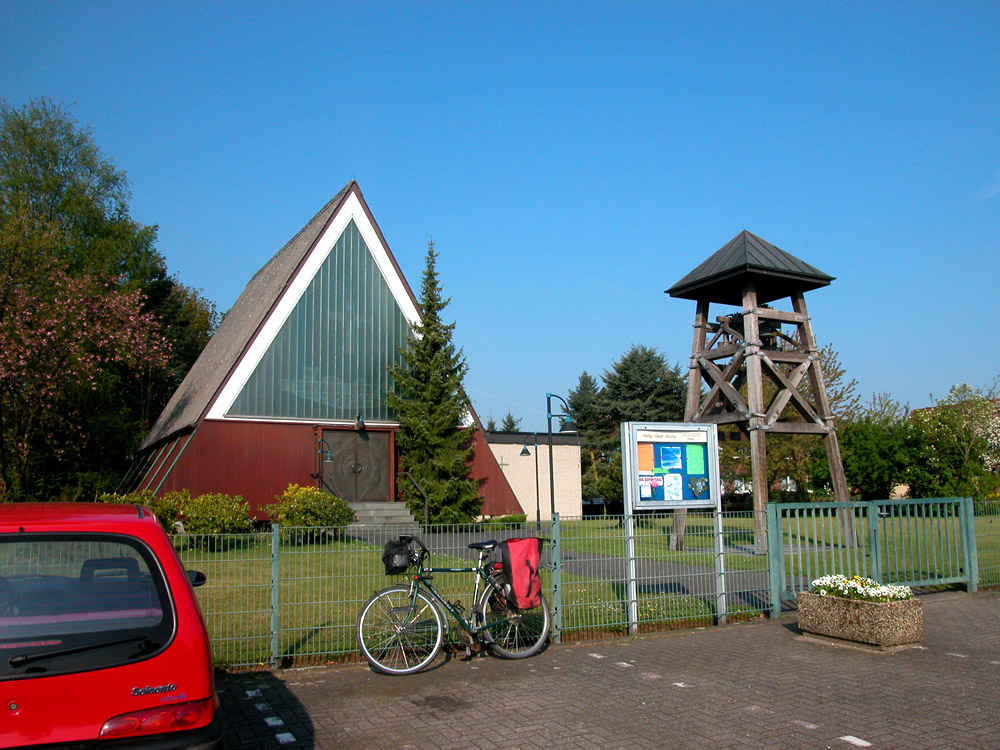
5. Евангелическая церковь
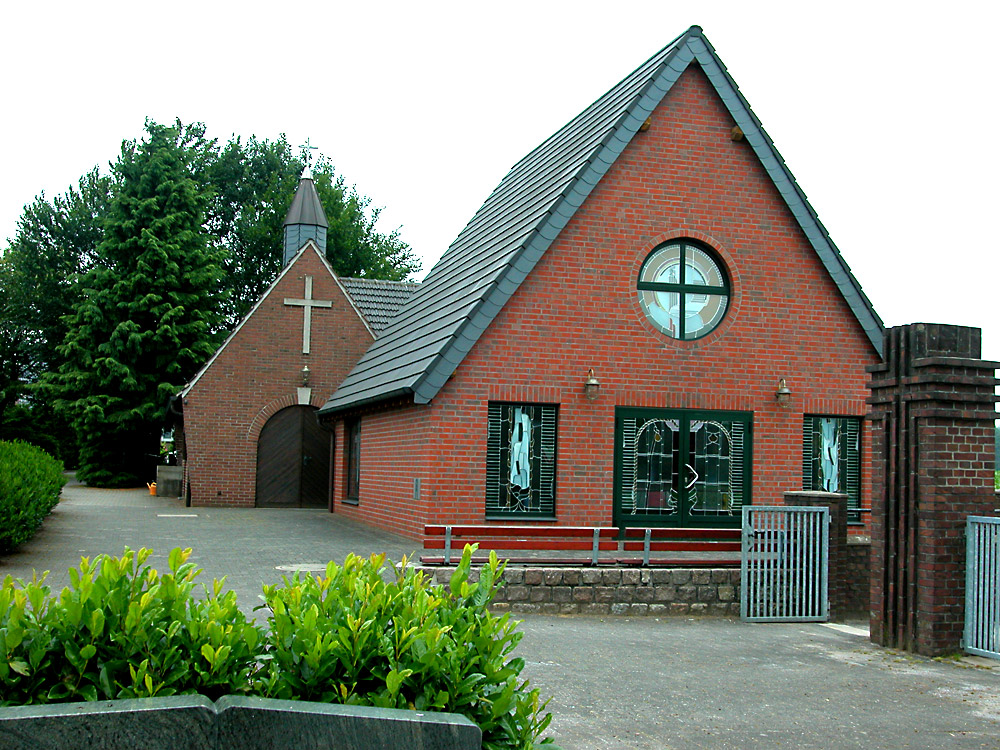
6. Часовня на кладбище
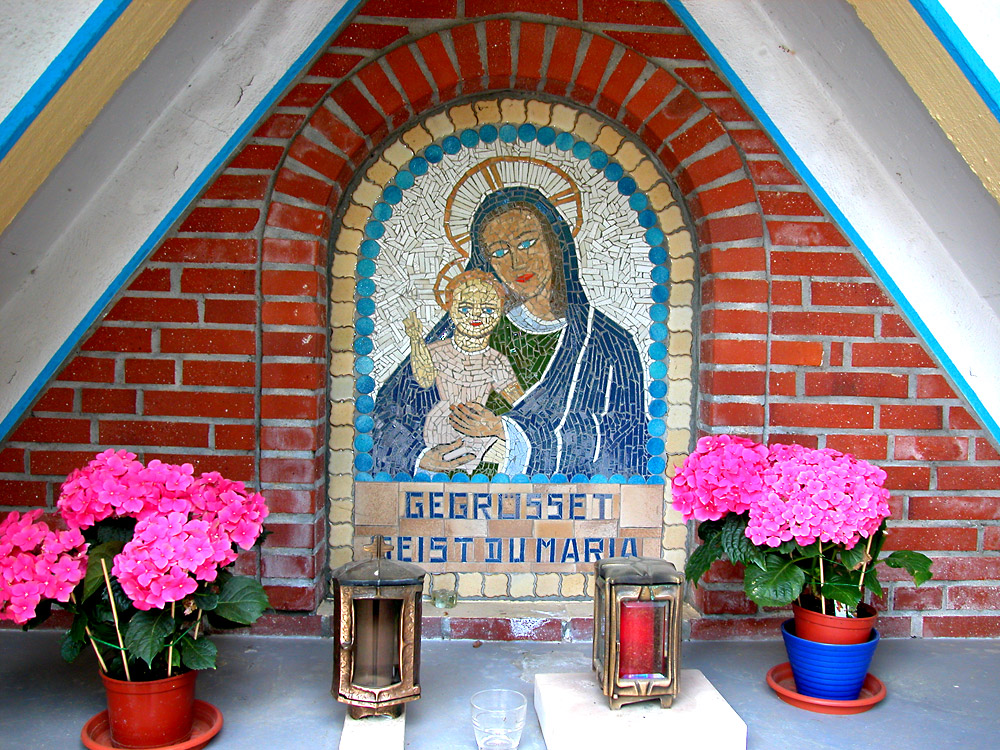
7. Часовенка Божией Матери
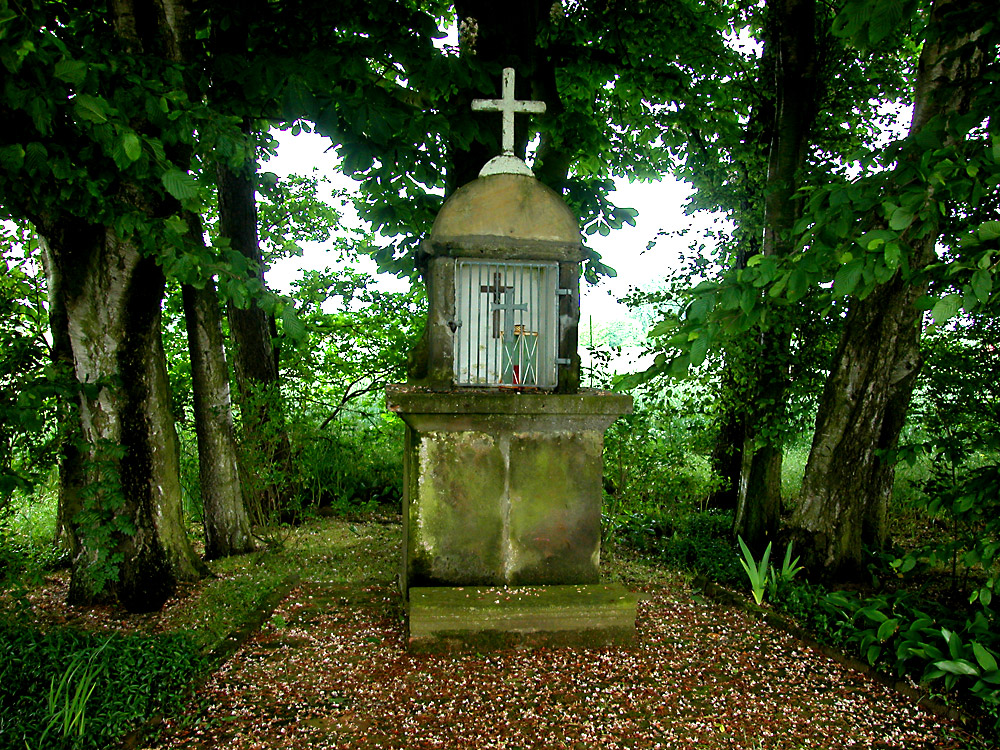
8. Придорожный крест
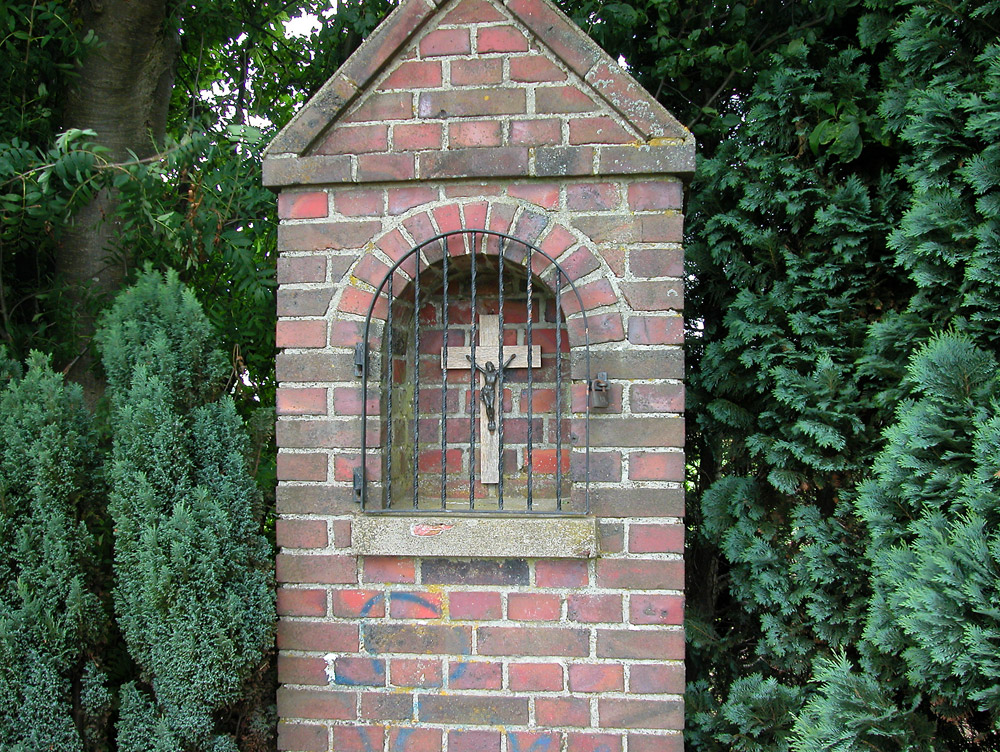
9. Придорожный крест
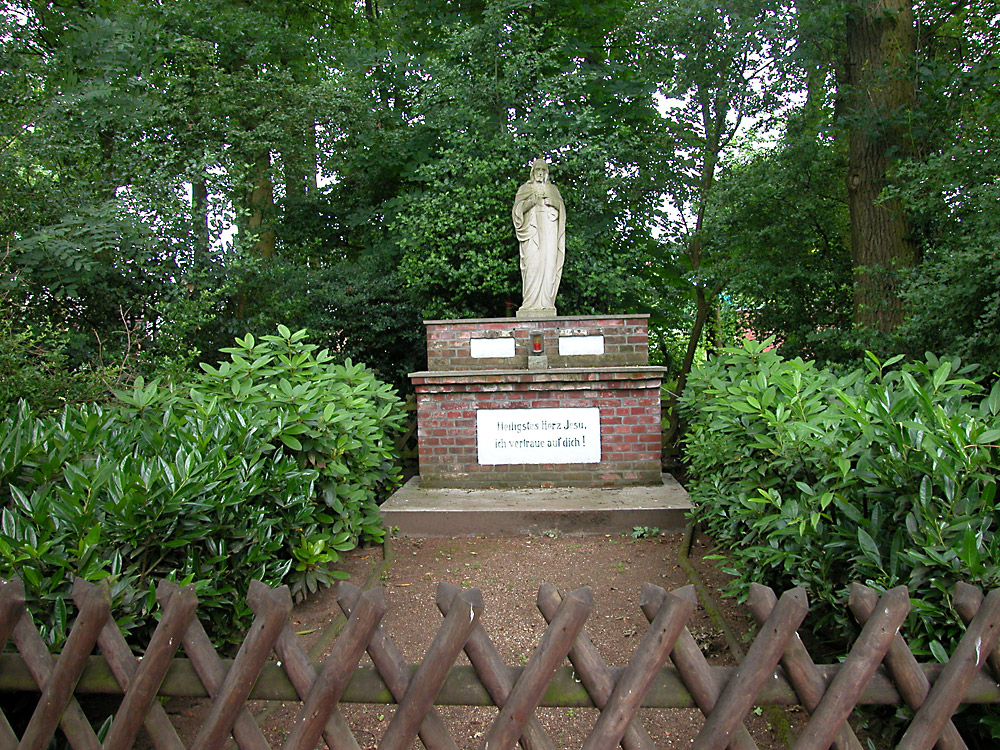
10. Изображение Христа Спасителя
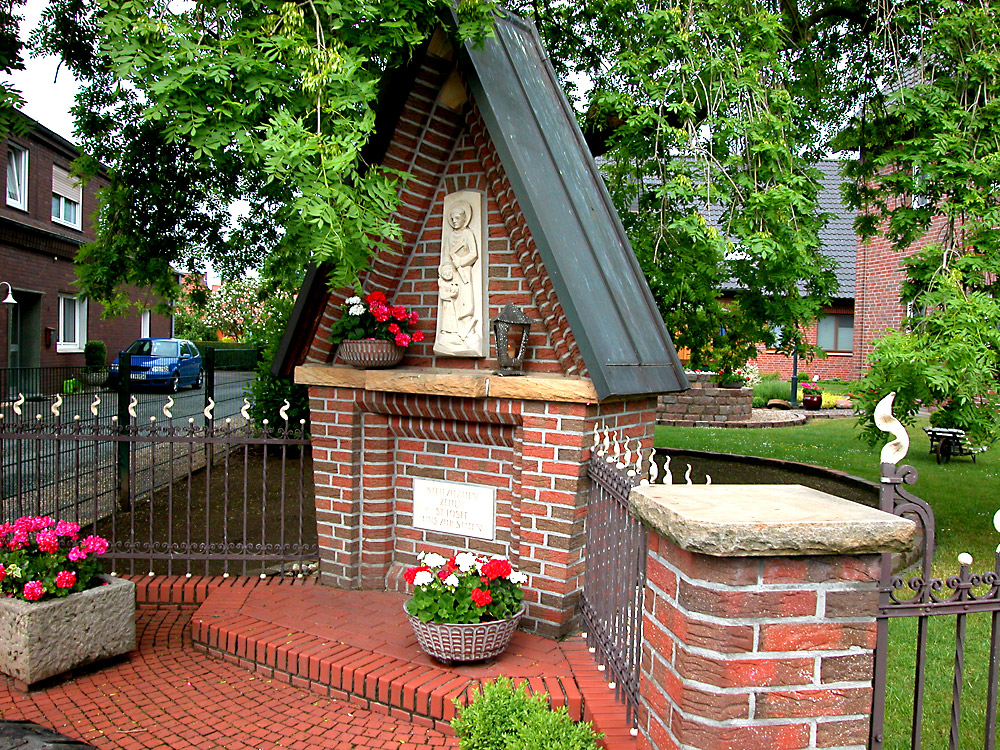
11. Часовенка св. Иосифа Обручника
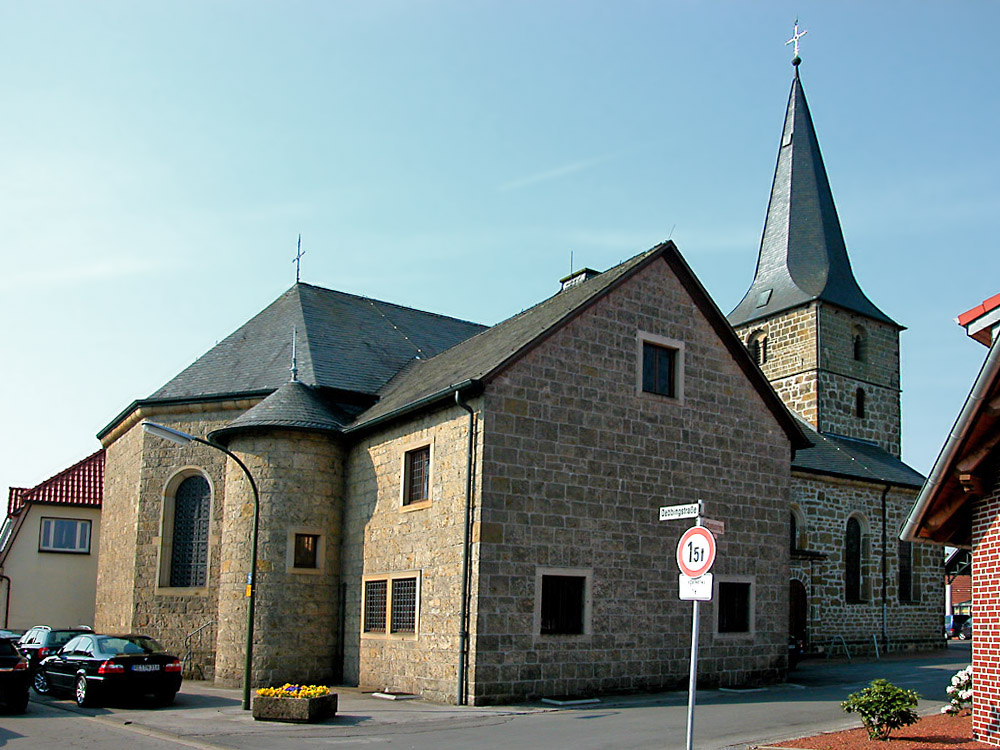
12. Церковь св. Урбана
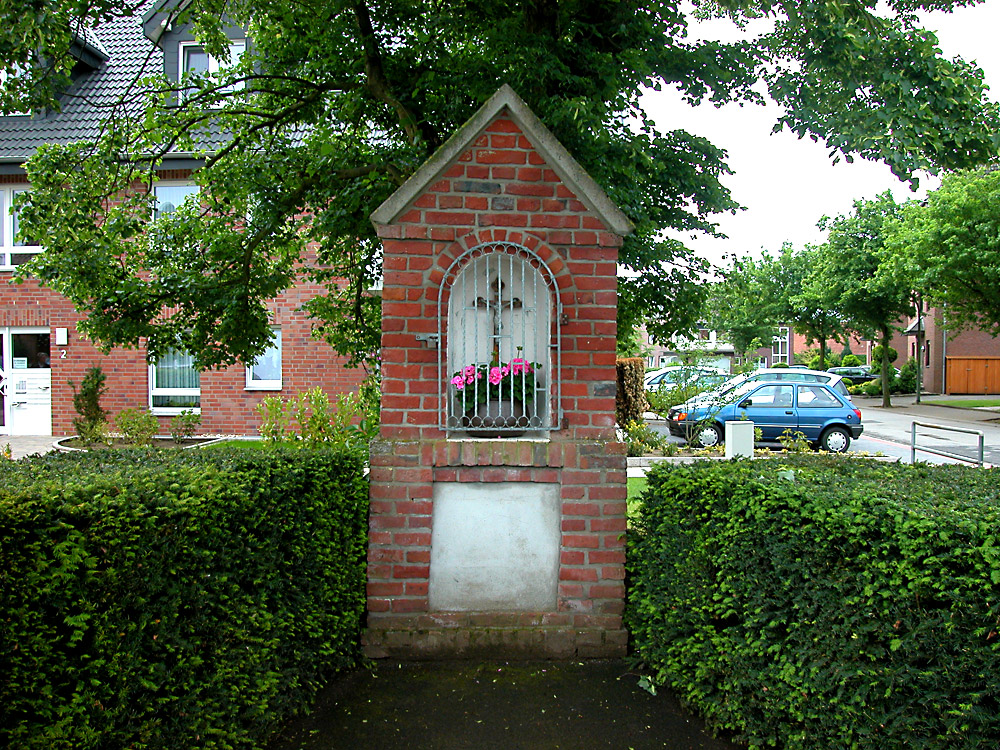
13. Придорожный крест
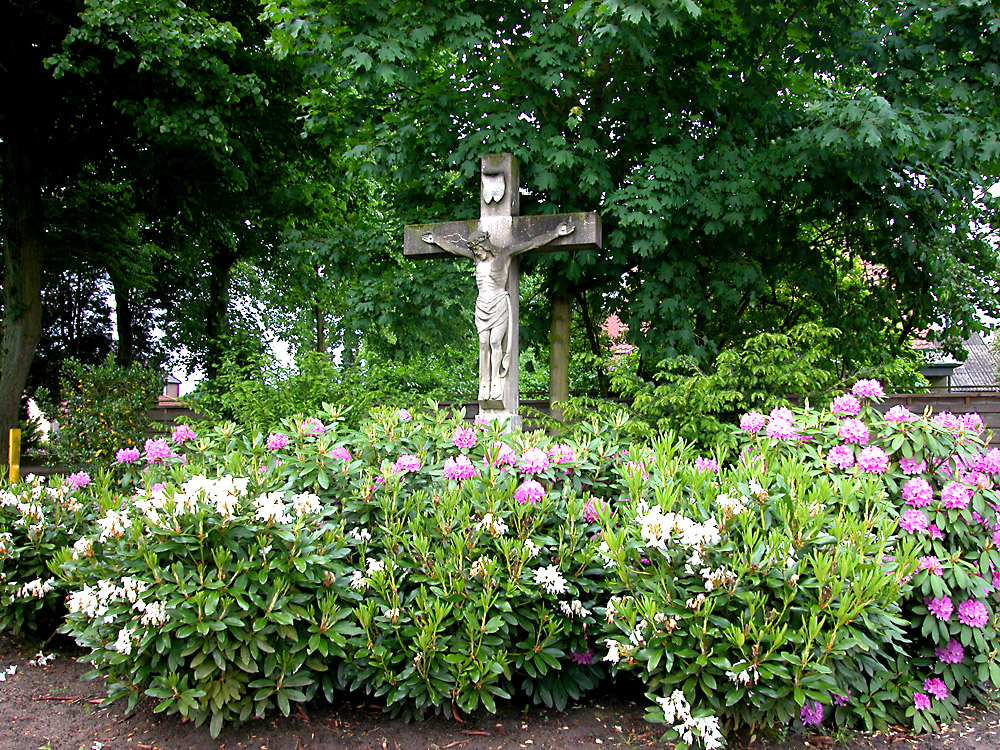
14. Придорожный крест
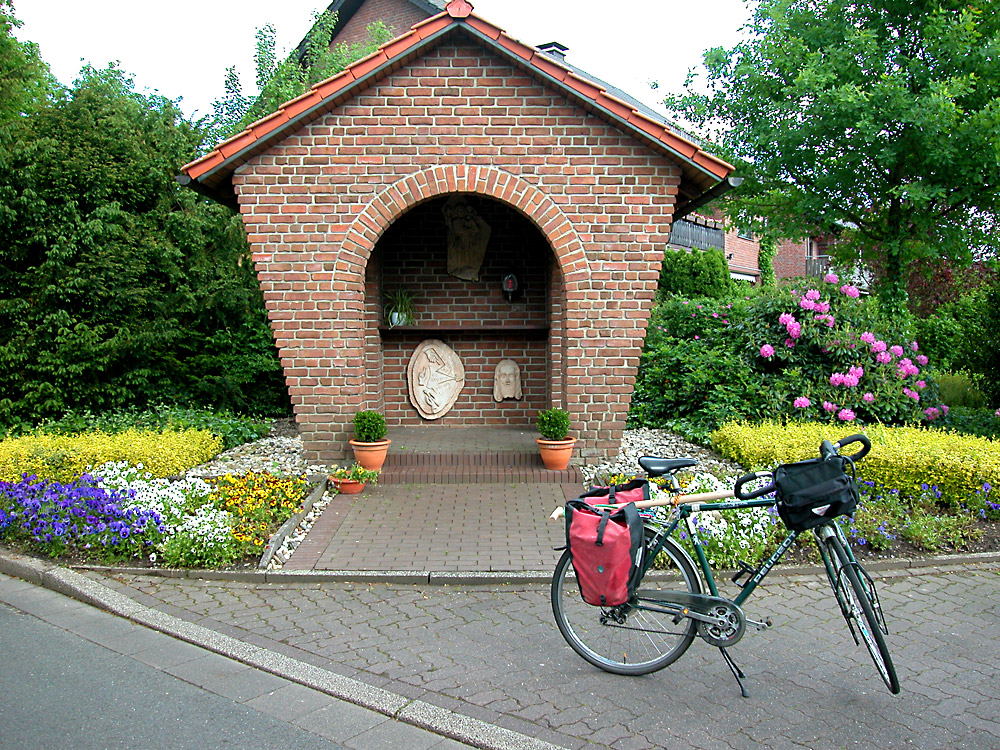
15. Часовенка Св. Троицы
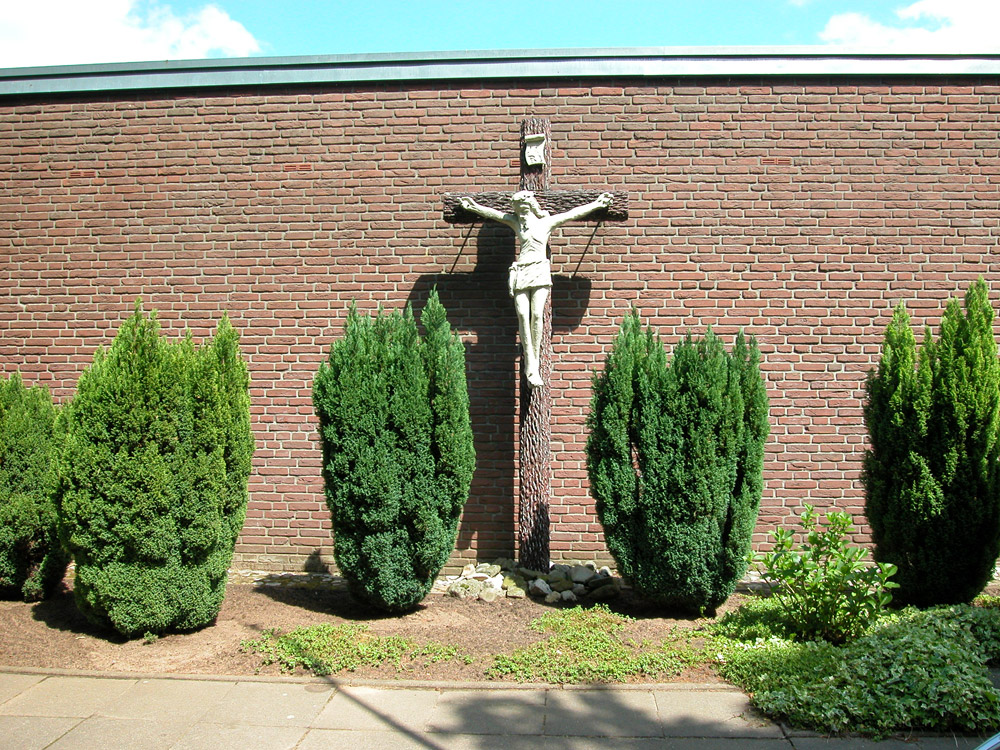
16. Приходской дом св. братьев Эвальд
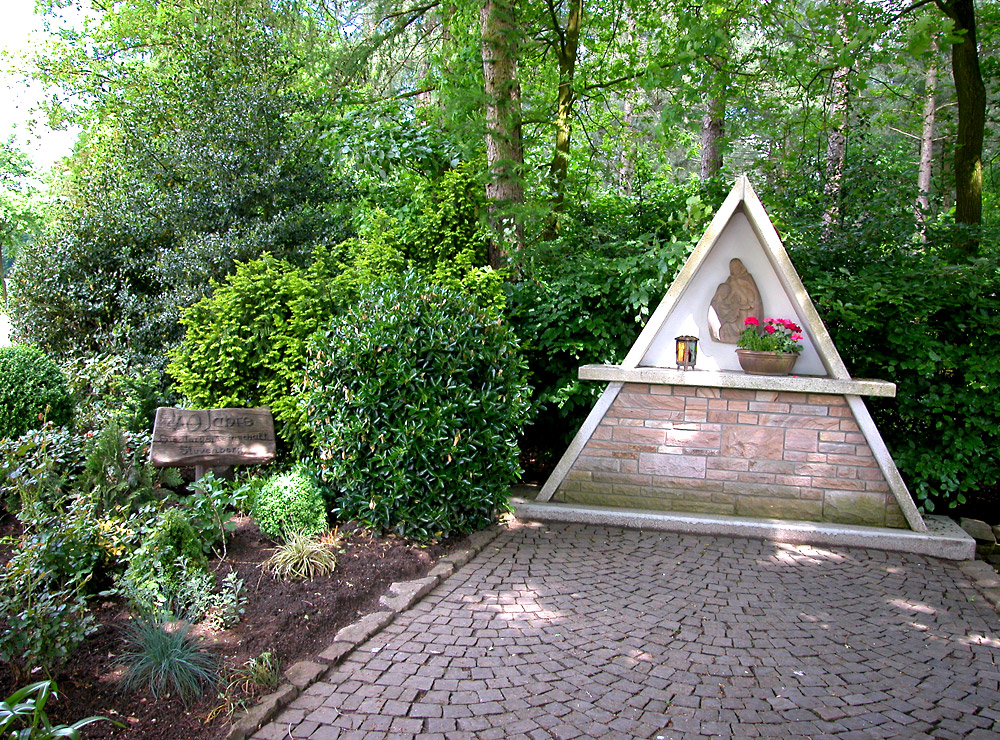
17. Часовенка Божией матери
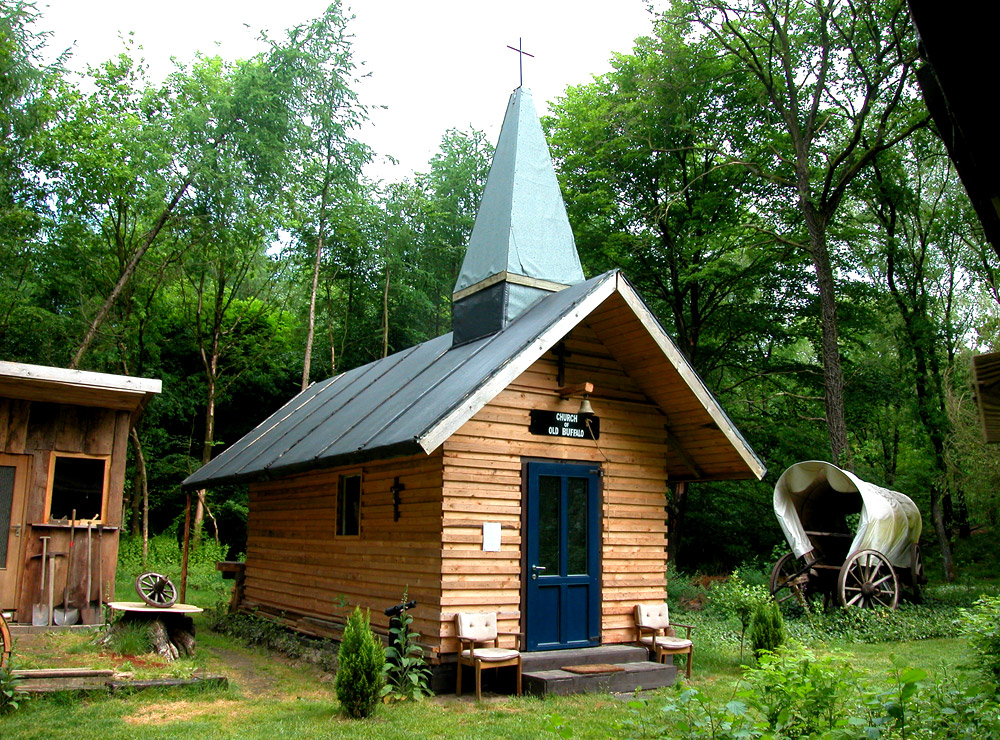
18. Часовня (аттракцион) времен освоения Америки
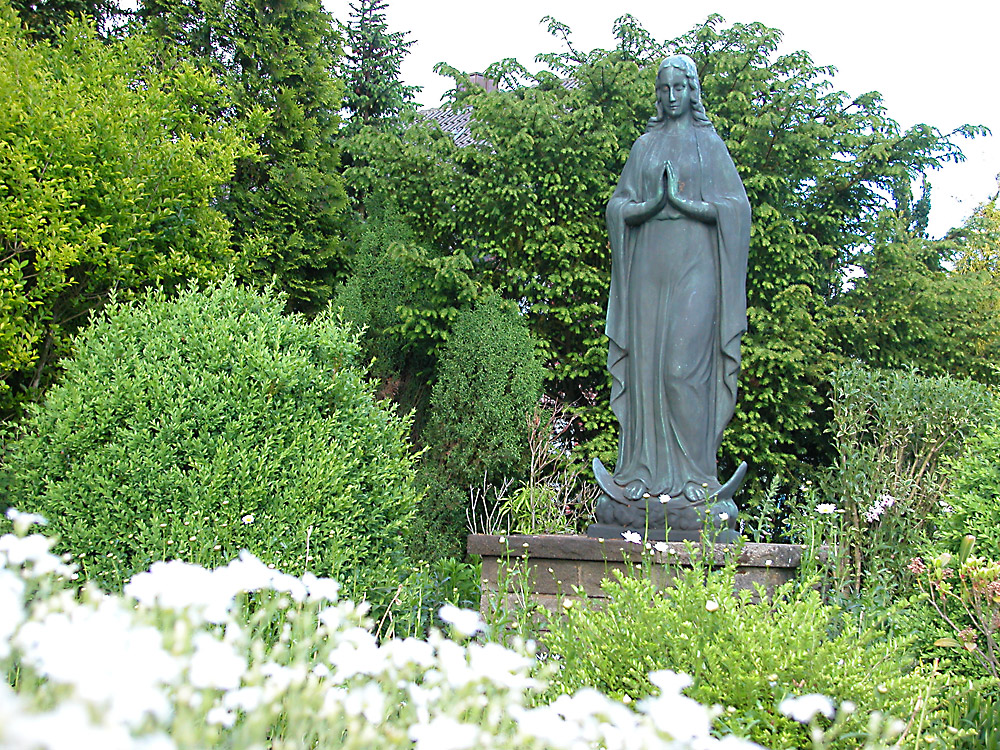
19. Изображение Божией Матери

## Семь красот и чудес Раде

### Вечные красоты и чудеса природы

#### 1. Природная охраняемая территория „Луга Раде“ (Rhader Wiesen)
Это единственная территория Раде, которой предоставлен государственный охранный статус. Располагается территория южнее поселка Раде и представляет междуречье двух водотоков: северного Rhader Bach и южного Schafsbach. В некоторых местах охранная территория выходит за пределы междуречья, как на север, так и на юг.

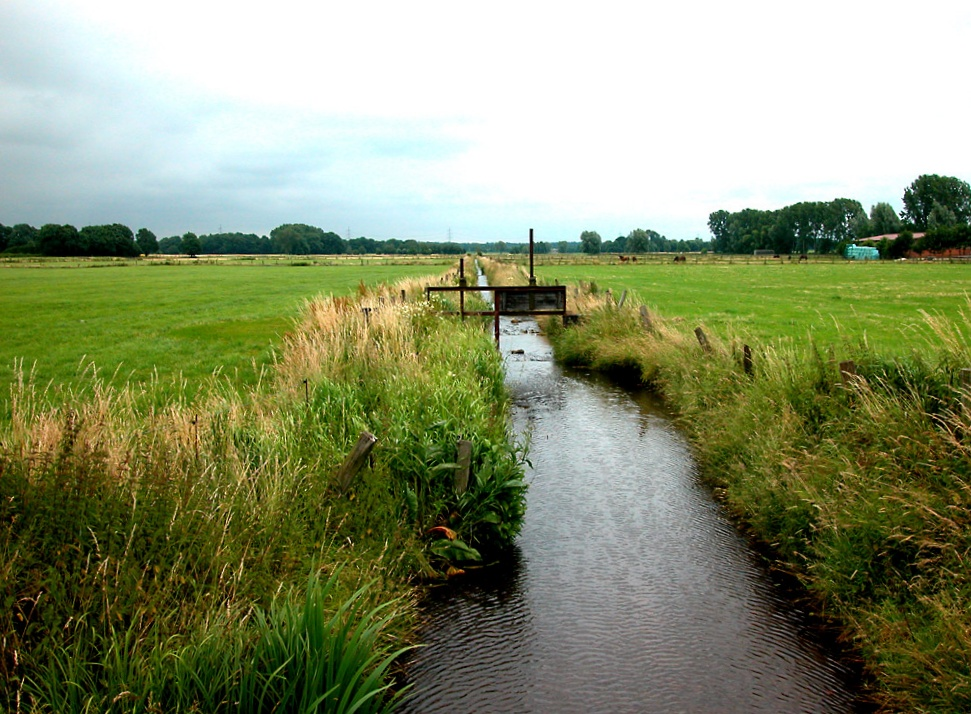
Луга Раде

Было бы неправильным представить себе абсолютно запрещенные для хозяйственной деятельности пространства в низинной пойме. Наоборот: эти земли весьма активно используются в сельском хозяйстве: здесь можно увидеть и сенокосные территории и выпасы для скота и даже небольшие хозяйственные постройки. Территорию в разных направлениях пересекают местные асфальтированные дороги, по которым осуществляется свободное передвижение всех видов транспорта.
Главный запрет здесь: не нарушать сложившийся экологический баланс. То есть, что обрабатывается, то обрабатывается, и не более того. В том числе запрещено новое хозяйственное строительство. А также существует запрет на размещение туристов на ночлег в палатках.
Этот „заказник“ привлекает внимание как пеших, так и велотуристов. Пейзажи просторные и далеко просматриваемые, дорог и луговых троп достаточно много, но все они сходятся к мостам и переездам через указанные выше водотоки или искусственные осушительные канавы. В любую погоду здесь можно увидеть путешественников, и не только местных. Единственное предупреждение: странствовать по „Лугам Раде“ почти невозможно без подробной карты, так как затруднена ориентировка.

#### 2. Водоток Кальтербах (Kalter Bach) на северо-востоке региона

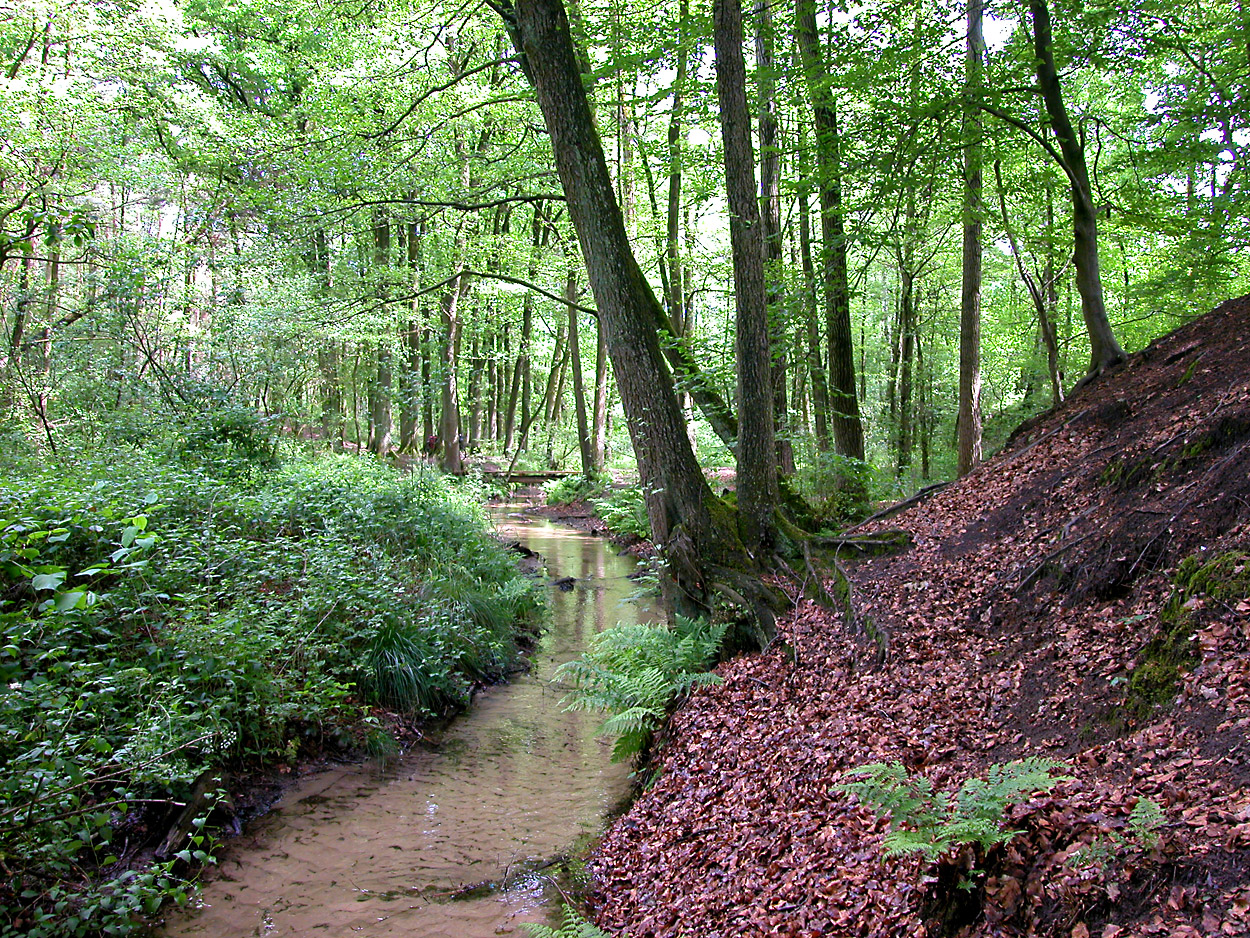
Ручей Кальтербах

Этот наиболее интересный участок реки соответствует границе Раде и общины Хайден. Река представляет собой маломощный водоток, зажатый крутыми, иногда отвесными, берегами. Вся долинка покрыта красивым хвойно-лиственным лесом, через который нет автомобильных дорог, а существуют только малозаметные тропы, рассчитанные на лесников и туристов-экологов. Эти тропы никак не обозначены и чтобы не заблудиться, нужно придерживаться русла речки. Туристов и путешественников ожидают великолепные лесные пейзажи, отсутствие людей и чудесные виды на водоток. В разгар лета все свободные пространства зарастают почти непроходимыми зарослями папоротниковых, что придает ландшафту еще большую таинственность и загадочность. Этот участок имеет протяженность всего 1 километр. Попасть сюда лучше всего с местной полевой дороги, идущей параллельно автобану А 31 (рядом с ним с западной стороны). Но собственно зона „чуда“ начинается с окончания дороги у лесничества. Это западная сторона Кальтербаха. Нужно двигаться вдоль ручья на юго-запад до деревянного мостика у местной зоны отдыха и отсюда выходить на лесную дорогу.

#### 3. Большой сосновый бор („Große Heide“)

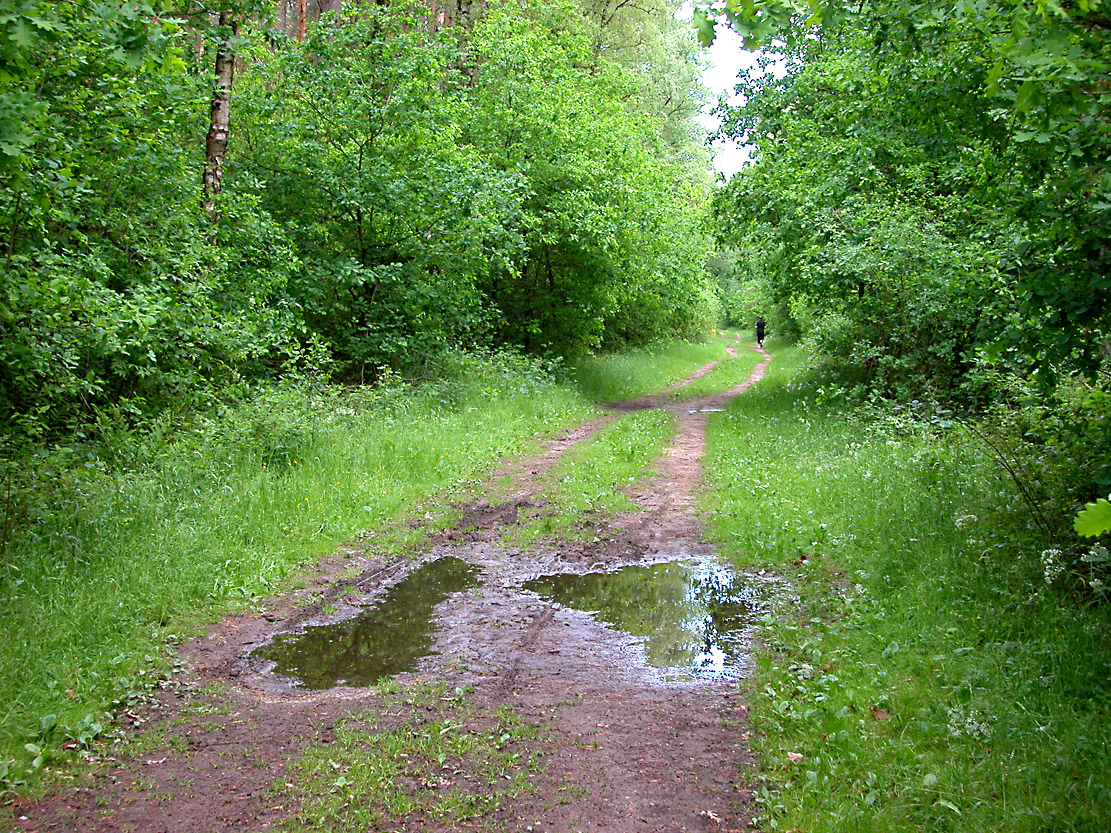
Большой Бор, Раде

Пользуется неизменной популярностью у жителей и приезжающих отдыхающих. Сосновый лес, разбитый просеками на кварталы, располагается севернее поселка Раде и западнее водотока Кальтербах. Прекрасный лес произрастает на перевеянных песчаных отложениях первой надпойменной террасы. Довольно часто встречаются настоящие дюны, сформированные в последнюю стадию ледникового периода. Но они почти незаметны на фоне общей плоской поверхности. Часто высокие сосны наклонены под влиянием довольно сильных западных ветров, что создает особое своеобразие ландшафта.
Ежедневно с утра до вечера здесь можно встретить бегающих любителей физической культуры, отдыхающие семьи и туристов. Но этот сосновый лес сильно зарос подлеском, упавшие деревья не убираются, поэтому пройтись по лесу без использования просек и троп практически невозможно. Именно поэтому он является настоящим девственным бором, хотя до сегодняшнего дня и не входит в число особо охраняемых природных территорий.

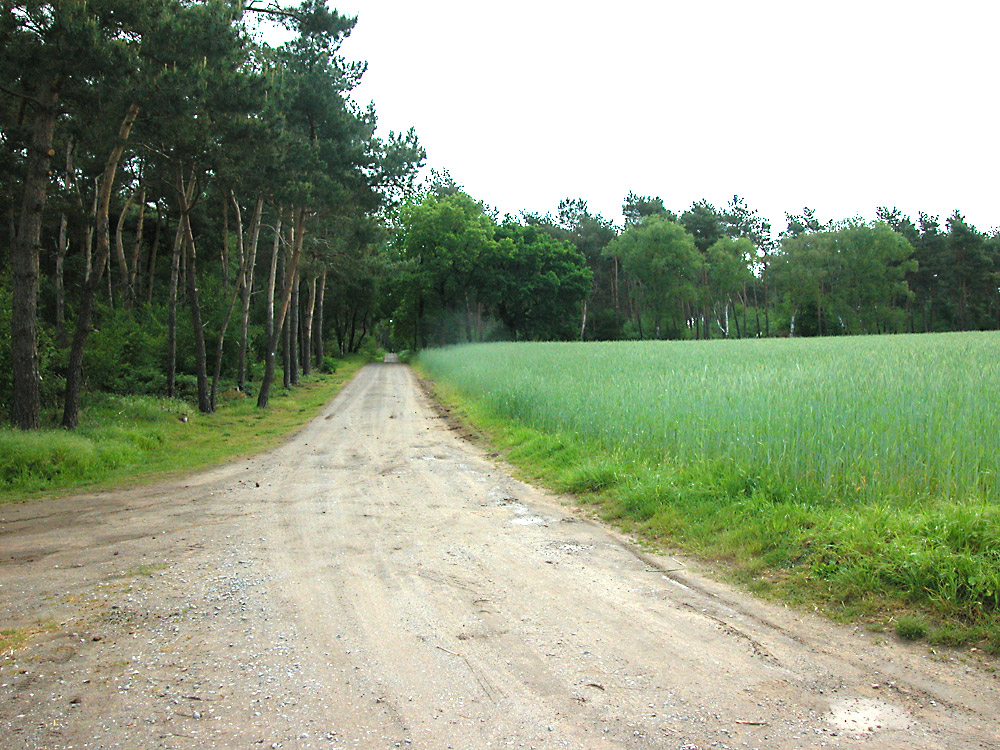
Окрестности Хесслинга, Раде

#### 4. Окрестности усадьбы Хесслинг (Heßling)
Это крайний запад территории Раде. Самые интересные в ландшафтном отношении места находятся к северу от автодороги К13. Сюда входит как долина водотока Радербах, так и небольшие лесные массивы к востоку от Хесслинга. Ландшафты, напоминающие лесостепные сформировались на отложениях мелового возраста, выходящих здесь на поверхность. Поэтому можно сделать находки окаменевших остатков фауны и флоры того времени. Чередование сельских пейзажей с лесными островками придает территории неповторимое очарование. Здесь же были сделаны и археологические находки, подтверждающие, что территория была освоена человеком очень давно.

### Красоты и чудеса культурного наследия

#### 5. Культурно-исторический центр поселка Раде (Kern Rhade)

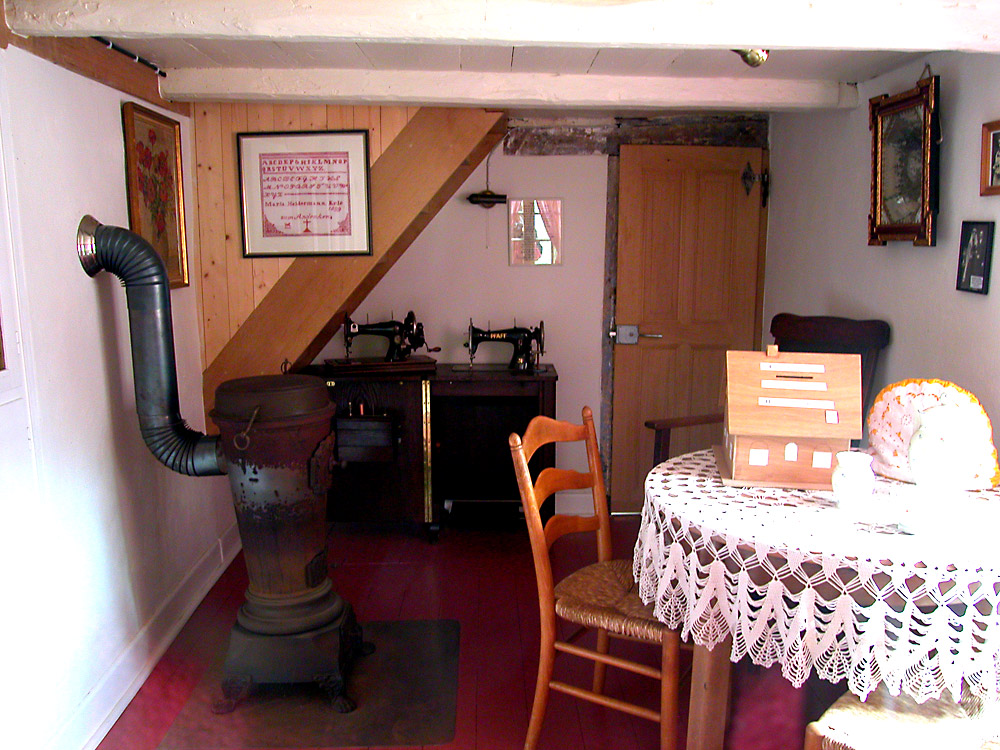
В одной из комнат краеведческого музея, Раде

Это наиболее древний центр заселения территории „Большого Раде“. В связи с 500-летием Раде, которое праздновалось в 1989 году, центр поселка был в значительной степени реконструирован и, по-возможности, приближен внешним обликом к XIX веку. Это небольшая территория, в центре которой располагается католическая церковь св. Урбана, а также центральный филиал местного краеведческого музея и более десятка старинных усадеб, жилых и хозяйственных построек, которые поставлены под охрану закона об исторических памятниках.
Этот исторический и до сего времени культурный центр Раде привлекает большим количеством достопримечательностей, рассказывающих об историческом прошлом поселка. Об этом говорит и памятная стела номер 22, установленная южнее церкви (единственная в регионе Раде, рассказывающих об историческом прошлом города Дорстен).

#### 6. Старая водяная мельница (Alt Wassermühle)

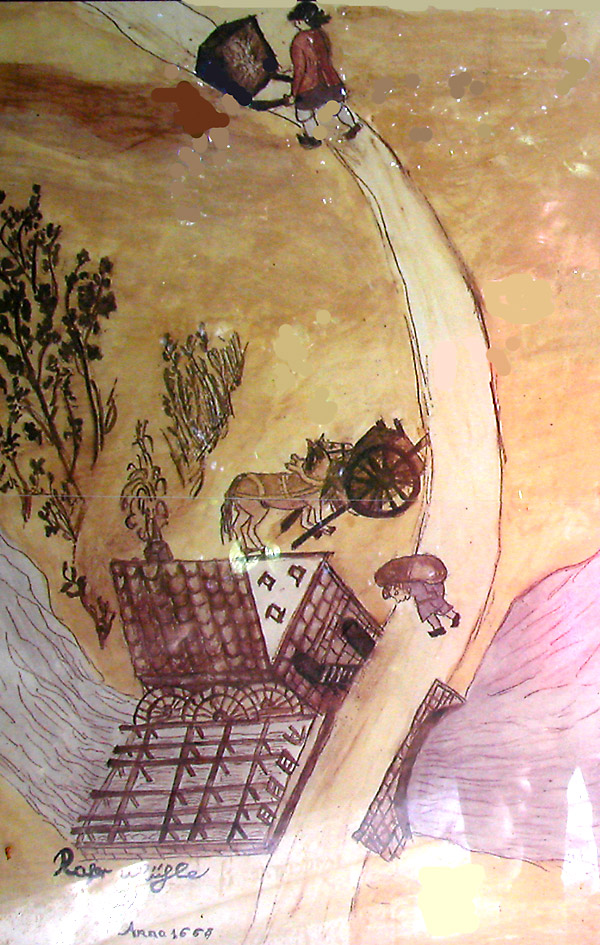
Мельница в 1668 году

По своему уникальное сооружение, поскольку является старейшей постройкой поселка Раде (после церкви св. Урбана). Первое опробование мельницы произошло в 1609 году. Для этого пришлось на водотоке Кальтербах соорудить искусственное озеро, существующее и по сей день. Оно выполняло многие и многие годы не только функции накопителя воды для работы мельничных колес (которых в XVII веке было три), но и место отдыха для всех окрестных жителей, поскольку в регионе до сих пор нет ни одного места, где можно было бы искупаться в летнее время.
К XX веку мельница обветшала и практически прекратила свою работу, так как стали распространяться новые, более производительные и экономичные мельницы с электроприводом. Но поскольку в регионе не осталось ни одной старинной мельницы, тем более водяной, то в семидесятые годы XX века было принято решение реконструировать мельницу и превратить её в один из аттракционов для туристов. К проекту активно подключилось местное историко-краеведческое общество, были найдены спонсоры и средства и в 2000 году мельница была восстановлена, хотя и не в прежнем виде. Вместо трех колес вода крутит одно колесо, сообщающее с мельничным жерновом весом 100 кг. Рядом построили комфортабельный жилой комплекс, часть прибыли от которого идет в пользу краеведческого общества (для ремонта и поддержания мельницы в рабочем состоянии).

#### 7. Ресторан-аттракцион „Старый Буффало“ (Gaststätte-Attraktion „Old Buffalo“)

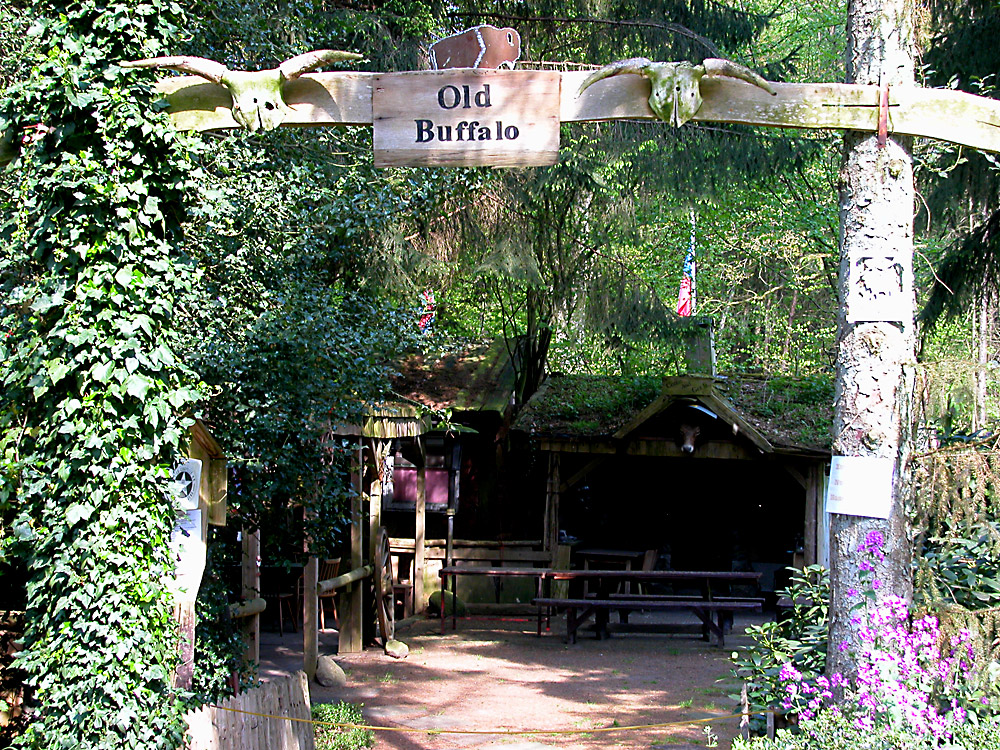
Аттракцион „Буффало“, Раде

Находится на юго-западной окраине Большого соснового бора. Он отделен от современной цивилизации стеной леса, чтобы посетители могли более точно ощутить ту атмосферу, которая царила во времена первых американских переселенцев, осваивавших просторы Северной Америки. Можно сказать, что это кусочек старой Америки, по которому ностальгирует часть пожилого поколения, и, одновременно, возможность лучше понять ту цивилизацию, которая сложилась в Новом Свете.
Посетители аттракциона не только знакомятся с особенностями кухни первых американских поселенцев, но их ожидает также поезка на конях в костюмах ковбоев по лесу, знакомство с бытом переселенцев, поскольку воссоздана обстановка первого американского поселка. Стоит участие в аттракционе недешево и принимаются только группы по предварительной договоренности. Даже если не заходить на территорию лесного поселка, все же можно рассмотреть почти все особенности аттракциона, что и делают большинство проходящих и проезжающих на велосипедах, так как Старый Буффало расположен на пересечении нескольких маркированных туристских маршрутов.

## Информация о Раде

### Бумажная информация
1. Топографическая карта „4207. Raesfeld“. Масштаб 1:25 000. Издательство „Landesvermessungsamt Nordrhein-Westfalen“, 2004.
2. Геологическая карта „2356. Raesfeld“. Масштаб 1:25 000. Издательство Dietrich Reimer A.G. Berlin, 1933.
3. Объяснительная записка к геологической карте „Blatt Raesfeld“, номер 2356. Von H.Udluft. Berlin, Im Vertrieb bei der Preussischen Geologischen Landesanstalt, 1933.
4. Bodenkarte von Nordrhein-Westfalen 1:50 000, Blatt L 4306 Dorsten, Geologisches Landesamt Nordrhein-Westfalen, Krefeld, 1985.
5. Emsland/Muensterland, karte 9, 1:150 000, BVA, 1996.
6. Geologische Karte von Nordrhein-Westfalen 1:100 000, Blatt C 4306 Recklinghausen, Geologisches Landesamt Nordrhein-Westfalen, Krefeld, 1987.
7. Geologische Karte von Nordrhein-Westfalen 1:100 000, Erleuterung C 4306 Recklinghausen, Geologisches Landesamt Nordrhein-Westfalen, Krefeld, 1987.
8. Naturpark Hohe Mark. Wander- und Bikekarte 753, 1:50 000, Kompass, 2003.
9. St. Urbanus Dorsten-Rhaade, Rhade, 1998.
10. Radelpark Muensterland, Kreis Borken, Radwanderkarte 1:50 000, BVA, 2002.
11. RadTour Nordliches Ruhrgebiet». М-б 1:40 000, Regionalverband Ruhr, 2007.
12. Radtour zu den Dorstener Geschichtsstationen, Dorsten, 2001.
13. Radtouren an Rhein und Ruhr. ZeitGeistMedia, 2005.
14. Rheinland/Ruhrgebiet, karte 14, 1:200 000, BVA, 1996.
15. Roemerroute, Radwanderkarte 1:50 000, BVA, 2003.
16. Rurgebiet, karte 5, 1:50 000, BVA, 2002.
17. Ruhrgebiet West. ADFC-Regionalkarte 1:50 000, BVA, 2005.
18. Wanderkarte NRW, 53, 1:25 000, Landesvermessungsamt, 2004.